# 최진실
최진실(崔眞實, 1968년 12월 24일~2008년 10월 2일)은 대한민국의 전 배우이다. 1990년대를 대표하는 배우로, 텔레비전에서는 김희애·채시라, 영화에서는 강수연·심혜진 등과 트로이카를 구축했으며, 광고계·방송계·영화계에 걸쳐 흥행의 측면에서 연예계 전체를 리드했다.
지속된 우울증으로 인해 생을 마감했다
1988년 광고 모델로서 연예계에 데뷔하였고 이듬해인 1989년 MBC 《조선왕조 오백년 - 한중록》(1988년)에 출연하면서 배우의 길을 걷게 되었다. 20여 년 동안 밝은 이미지로 140여 편의 광고, 20여 편의 TV 드라마, 18편의 영화 등에서 주연 배우로서 왕성한 활동을 하였다. 출연한 여러 작품의 성공으로 인해 남녀노소를 불문하고 대중으로부터 오랫동안 널리 사랑을 받고 연기력 또한 인정받아 국민배우라고 일컬어지게 되었다.
2000년대 대한민국은 세계 경제 포럼(WEF)이 조사하는 '세계 성 격차 지수(Global Gender Gap Index)'에서 하위권을 기록하는 국가로서 성 불평등 문제가 심각한 사회였는데, 최진실은 이런 사회 분위기 속에서 성차별을 불식시켜나가는 데 이바지한 바 있다는 평가가 있다. 부부 나이 차이 역전, 이혼유책주의(leverage) 활용(레버리지), 친권포기각서 수령, 자녀의 성·본 변경, 친권 자동부활금지 법안 제정 등과 관련하여 능동적인 여성상을 보여 주었고 아동 인권 수호에도 기여하였다. 이를 통해 가부장제 타파와 젠더권력 해체에도 이바지하였다.
활발한 활동 중 갑작스럽게 세상을 떠나 대한민국 사회에 큰 충격을 주었고, 대한민국이라는 공동체에 삶의 의미에 대한 큰 물음을 던졌으며, 심리적 부검을 통한 문제 해결에 대해 사회적 관심을 환기시켰다. 이렇게 심리적 부검의 중요성이 공유되면서 스스로 세상을 떠난 자에 대한 사회적 시선 교정에 실마리가 제공되었다. 최진실의 죽음은 대한민국의 정치·경제·사회·문화적 모순이 적나라하게 드러나는 계기가 되었다.
최진실의 죽음은 허위사실유포행위와 관련하여 사회적 경각심을 불러일으켰고, 연예인의 사회적 위상을 바로잡는 데 영향을 주어 명예훼손행위에 대한 연예인의 소송 제기에 대해 당연한 권리 행사라는 사회적 공감대가 형성되도록 하였다. 이로써 허위의 사실이 음지에서 흐지부지 처리되는 것이 아니라 공론의 장에서 투명하게 처리되는 물꼬가 트였다. 또 베르테르 효과에 의해 연예인 한 명이 700명의 생명을 좌지우지할 수 있다는 것을 보여주어 언론에 대해 파파게노 효과를 촉구하는 목소리도 높아지는 계기가 되었다.
성공한 연예인, 성공한 여성으로서 대한민국 사회의 빛과 그림자 모두를 겪었지만, 대한민국 사회의 모순에 눈감지 않고 배우로서 연예인과 여성의 인권 수호에 남달리 관심을 가졌다. 최진실의 삶에는 역사의식, 사회의식, 인권의식이 잘 드러나 있었다. 하지만 연예인과 여성에 대한 혐오가 만연한 대한민국 사회에서 연예계와 여성계를 방어하면서, '허위사실유포에 취약하여 고립되기 쉬운 연예인'이라는 특수한 위치, '부와 명예의 편중이 심한 연예계에서 연예인으로서 대(大)성공한 사람'이라는 특수한 위치, '사회적 소수자인 여성이지만 주류 사회에서 최고의 자리에 있던 사람'이라는 특수한 위치로 인해 최전선에서 고군분투해야 하는 어려움이 있었다. 또 친족, 친구, 친지, 지인 등과의 신뢰 관계에도 균열을 가져오는 여론 조작이라는 위기가 발생했을 때에 대중과의 직접 소통을 지향하는 정면돌파를 택했다.

## 학력
- 1981년 서울불광국민학교 졸업
- 1984년 동명여자중학교 졸업
- 1987년 선일여자고등학교 졸업

## 생애

### 유년기 및 청소년기
최진실은 1968년 12월 24일 아버지 최국현과 어머니 정옥숙 사이에서 태어났고 남동생이 있다. '진실'이라는 이름 때문에 친구들이 자주 놀려대 이름을 지어준 할아버지를 원망하기도 했으나 성인이 된 후에는 자신의 이름을 좋아하게 되었다. 1945년생인 어머니는 기독교인이었고 최진실 또한 교회를 다녔는데, 신앙심은 최진실에게 많은 도움이 되었다.
다섯 살 때까지 서울특별시 은평구 구파발에 살다가 운수업을 하던 아버지를 따라 경기도 고양시 삼송리로 이사를 했고 초등학교는 삼송초등학교에 다녔다. 삼송리에서 초등학교 3학년 때까지 살다가 아버지가 사우디아라비아에 중동 근로자로 떠나면서 은평구 불광동으로 이사를 했고 초등학교도 서울불광초등학교로 전학했다. 서울에서 초등학교, 중학교, 고등학교를 졸업하였다.
동생은 배우 최진영이다. 배우 최재성과는 6촌 관계이다. 최재성의 아버지이자 최진실과 5촌 관계인 최상현은 연극 배우 출신의 KBS 드라마 연출가였다. 1936년생인 최국현은 KBS 탤런트 공채 시험에 합격하기도 했으나 경찰 공무원이었던 최진실의 할아버지의 반대에 부딪혀 배우의 꿈을 접었다. 최진실은 정조의 의무 위반 행위, 폭력 행위, 아동 인권 침해 행위 등의 행태를 근거로 최국현이라는 인물에 대해 부정적 평가를 내렸다.
손위 이복형제가 있고, 정옥숙은 최국현에게 자식이 있다는 사실을 결혼 후에 알았다. 1985년에 최국현이 집을 나간 후 최진실의 부모는 별거하였고 13년 후인 1998년에 이혼하였다.
최진실은 평소에 원미경을 동경해왔으며, 제2의 원미경이 되기 위해 노력했다. 그래서 거울을 보며 연기하는 것을 즐겼고, 장기자랑을 할 기회가 있으면 노래를 부르는 대신에 드라마의 한 장면을 연기했으며, 배우 강수연을 동경했다. 최진실은 동명여자중학교 출신이고 강수연은 동명여자고등학교 출신인데, 동명여자중학교와 동명여자고등학교는 한 울타리 안에 있다. 최진실이 동명여자중학교 2학년일 때, 강수연은 동명여자고등학교 1학년이었다. 강수연은 1969년부터 배우로서 활동하였다.
TV 드라마를 보고 나면 혼자서 울고 웃고 하면서 1인 5역 흉내를 내기도 하고, 초등학교 5학년 때는 가족들이 자는 동안 벽에 걸린 거울을 떼어 내려놓고 TV 드라마 흉내를 내다가 거울이 가족들 이마를 덮쳐 난리를 피운 적도 있었다.
최진실과 최진영은 서로에게 좋은 연기 파트너였다. 둘은 KBS 탤런트 공채 시험에 합격하기도 했으나 6개월 과정의 연수비 38만 원을 마련하지 못해 연기자로서의 커리어를 바로 이어가지는 못했다. 이들은 희로애락을 함께 나누면서 일생동안 정신적으로 깊은 교감을 나누었다.
학창시절에 예체능에 소질을 보였고, 특히 미술에 재능을 보여 미술대학 진학을 꿈꾸기도 했지만 가정형편이 어려워 포기했다. 수제비로 끼니를 때우는 일이 많았고, 집으로 놀러온 친구들에게 수제비를 만들어 주는 일이 많아서 친구들 사이에서 최진실은 ‘최수제비’라고 불리기도 하였다. 최진실은 연예인이 된 후에도 친구들을 집으로 초대해 음식을 만들어 주는 일을 즐겼다.
일요일마다 도화지와 크레용을 들고 친구들과 함께 동네가 내려다 보이는 곳으로 그림 그리러 가는 것이 최진실에게는 가장 큰 즐거움이었다. 연기와 그림 모두에 흥미가 있었지만 배우가 되는 건 엄두를 내지 못했고 각종 미술대회에서 두각을 나타내고 미술교사의 권유가 있어 화가의 꿈을 키웠다.
중학교 때 각종 미술대회에 나가 상을 타오자 미술교사는 최진실에게 미술대학에 가라고 권유하였고, 미술교사로부터 미술에 대한 딸의 재능을 전해들은 정옥숙은 어려운 경제적 상황 속에서도 고등학교 2학년때까지 미술학원에 다닐 수 있게 뒷바라지 해주었다. 하지만 화가의 꿈을 키워가면서도 '경제적 상황이 어려운데 꼭 미술을 해야 하는 건가'라는 갈등을 느꼈다.
1970년 택시 운전사였던 아버지가 결핵성 늑막염에 걸려 일을 할 수 없게 되고 소유하고 있던 택시도 팔면서 집안이 기울기 시작하였고 건강을 회복한 아버지가 중동 노동자로 나가 있는 동안에는 경제적으로 안정기를 겪다가 중동에서 돌아온 아버지의 사업 실패로 고등학교 2학년 때 가산이 급격히 기울면서 전업주부였던 어머니는 포장마차를 운영하는 등 본격적으로 생활 전선에 나서게 되며 최진실도 화가의 꿈을 접게 되었다. 고등학교를 졸업할 수 있었던 것은 신앙심, 맹목적인(버릇과 같은) '학교가기', 친구와 교사의 도움 덕분이었다. 생물 교사 이경훈은 자신의 봉급에서 최진실의 등록금을 내주기도 했다.
가난에서 벗어나기 위해 연예계 진출을 결심하였고, 연예계 진출 후 큰 성공을 거두었다. 국세청 통계상 1992년에 연예인 중 최고 소득자로 기록되었고, 같은 해 제29회 '저축의 날'에 '대통령 표창장'을 받았다. 연예인이 된 후 최진실은 자신이 경제적으로 궁핍한 환경에서 성장했다는 사실을 굳이 숨기지는 않았는데, 이것은 오히려 '최진실 신드롬'에 기여하였다.
최진실은 자신이 어떤 과정을 거쳐 배우가 되었고 어떻게 연예계 생활을 하고 있는지 궁금해 하는 대중들을 위해 자신의 성장기와 생활에 관하여 이야기할 기회가 있었고 경제적으로 어려웠던 시절도 숨김없이 털어놓았는데, 이에 대해 '부끄러움을 몰라서'가 아니라 '조금도 지나온 일을 미화시켜 이야기하고 싶지 않아서'라고 설명했다.

### 청년기 이후

#### 활동 개요
- 고등학교 졸업 후, 동생인 배우 최진영의 지원으로 광고계에 발을 디디게 되었다. 최진영은 고등학교 시절부터 모델로 활동하고 있었다. 최진실이 연예계 진출에 대한 뜻을 나타냈을 때, 최진영은 처음에 그것에 대해 반대의 뜻을 표했으나 나중에는 최진실의 뜻을 존중하여 최진실의 활동을 적극적으로 지원하게 되었다.[78]

- 1988년 - 4월에 최진영이 계약을 맺고 있던 모델 에이전시를 통해 광고 모델로서 연예계에 데뷔하였다.[79] 이후 한국화장품의 신제품 '센시티브' 광고에 보조 출연자로 섭외되었다. 이 CF는 한국화장품 전속 모델이었던 배우 김희애가 메인 모델이었는데, 최진실은 촬영 과정에서 김희애와 어깨를 나란히 할 정도의 존재감을 드러내면서 메인 모델로 격상되었다. 이 CF가 텔레비전을 통해 방송되면서 광고계에서는 최진실에 대한 관심이 크게 일었고, 이 CF의 감독이었던 박경삼의 추천으로 삼성전자 전속 모델이 되었다. 박경삼은 최진실에 대해 "나는 직업적으로 최진실을 보는 순간 그가 배우로서 성공할 수 있다는 가능성을 보았다. 그것은 아마도 연출가에게만 있는 직감이 아닐까……"라고 말했다.[80][81] 삼성전자 VCR 광고에서 최진실이 선보인 "남자는 여자하기 나름이에요"라는 대사가 크게 유행하면서 최진실은 대중으로부터 많은 주목을 받았다. 이 대사의 목소리는 성우 권희덕이 맡았다.[82][83][84] 11월부터 1년간 삼성전자와 전속 모델 계약을 맺었고 전속 계약금은 2천만 원이었다. 그 계약이 만료되고 나서 다시 1년간 삼성전자와 전속 모델 재계약을 맺었고 전속 계약금은 4천만 원이었다. 이렇게 광고 모델 계약금이 2배 상승한 것은 이례적인 것이었다. 삼성전자 전속 모델이 된 후 최진실은 VCR 광고에서 좋은 반응을 얻은 것을 계기로 냉장고, 카메라, 진공 청소기, 전자레인지, 포터블 미디어 플레이어 등 삼성전자에서 나오는 모든 가전제품의 CF를 촬영했다. 최진실을 광고 모델로 기용한 후 삼성전자는 경쟁업체를 제치고 가전제품 판매 1위를 차지하였다.[85][86][87]

- 1989년 - 2월에 MBC의 특채 배우로 발탁되어, 이미 방영 중이던 MBC 《조선왕조 오백년 - 한중록》(1988년)에 중간 합류하면서 텔레비전 드라마에 데뷔하게 되었다. CF로 얼굴이 알려지자 방송 프로그램에 게스트로 출연할 기회도 얻게 되었는데, 어느 날 MBC 《일요일 일요일 밤에》(1981년)의 <미주알 고주알> 코너에 출연하려고 출연자 대기실에서 녹화 시간을 기다리고 있었고 이 때 《한중록》의 조연출가의 눈에 띄어 신인 배우를 찾고 있던 《한중록》의 연출가 이병훈을 만나게 되었으며 이병훈으로부터 가능성을 인정받아 연기자의 길에 들어서게 된 것이다.[88][89] MBC 《일요일 일요일 밤에》에 출연할 때 방송사에서 매니저 배병수도 처음 만났고 배병수의 도움으로 영화 《남부군》(1990년)을 준비하던 감독 정지영도 만나게 되었다.[90][91] 4월에 MBC 베스트셀러극장 《시진읍》에 출연하여 벙어리 역을 맡았는데, 《시진읍》은 지역감정을 소재로 한 드라마로서 최진실의 TV 드라마 첫 주연작이었다.[92][93] 활동 영역을 광고계에서 방송계, 영화계 등으로 넓히면서 촬영 스케줄이 겹치지 않게 활동 시간표를 짜는 일이 큰 일이 되었고, 이런 상황 속에서 배병수와 계약을 맺었다.[86][94]

- 1990년 - 1월에 뮤지컬 드라마 MBC 《각시방에 사랑 열렸네》에 출연하였다.[95][94] 5월에 청소년 드라마 MBC 《두 권의 일기》에 출연하여 고등학생 역을 맡았는데, 이 드라마에서 최진실과 배우 고두심은 딸과 어머니로서 만났다. 영화 《남부군》으로 영화계에 데뷔하였다. 영화 《꼭지딴》에 출연하여 기자 혜지 역을 맡았고, 이 캐릭터는 대한민국 최초의 여전사라는 평가가 있다.[96][97][98] 영화 《나의 사랑 나의 신부》에 출연하여 배우 박중훈과 호흡을 맞췄고 이 영화를 통해 영화 배우로서 입지를 다지게 되었다. 영화사적으로 새로운 영화 문법을 제시한 《나의 사랑 나의 신부》는 서울에서 관객 20만 명 이상이 들어 흥행에 성공하였다.[99][100][101][102] 연예인들은 통상 방송사에 딸린 분장실을 이용하던 관행을 깨고 최초로 개인 분장사를 대동하고 MBC를 출입하여 방송사에 파란을 일으켰다.[103][104]

- 1991년 - 영화 《있잖아요 비밀이예요 2》는 1980년대 교복 자율화 세대를 다룬 하이틴 영화인데, 최진실과 최진영이 친구로 함께 출연하여 화제가 되었다.[105] 영화 《수잔 브링크의 아리랑》에서 입양아 수잔 브링크 역을 맡았다. 이 영화는 실존 인물을 영화화해서 화제가 되었고, 대한민국 사회에 국외 입양 문제를 환기시키는 계기가 되었다. 수잔 브링크는 스웨덴에서 산전수전을 겪은 끝에 종교학자가 되는 인물이다.[106][107] 11월에 휴먼 다큐멘터리 MBC 《인간시대 - 최진실의 진실》에 출연하였다. 연예인이 《인간시대》에 출연한 것은 배우 안성기에 이어 두 번째였다. 최진실은 'CF를 통해 운 좋게 인기를 얻은 벼락 스타'의 이미지가 강했는데, 《인간시대》는 최진실의 실체는 무엇이고 그의 애환은 무엇인가를 응시하고자 하였고, 최진실은 처음에는 왜 자신을 《인간시대》에서 다루고자 하는지 궁금해 했으나 곧 대본도 연기 주문도 없는 《인간시대》를 매우 편하게 여겼고, 제작진에 '본 대로 느낀 대로' 자신을 말해 달라고 주문했다.[108][109][110] 11월에는 영화 《숲속의 방》을 촬영하고 있었는데, 이 영화에서 자신이 맡은 배역의 캐릭터를 연구하기 위해 대학에서 철학을 전공하고 학생운동가이기도 했던 다섯 살 연상의 막내 이모 정현숙과 함께 이모 모교 대학 캠퍼스를 둘러보고 얘기를 나누며 이모로부터 조언을 구하였다.[111][112] 이는 MBC 《인간시대 - 최진실의 진실》에서 확인할 수 있다. 12월에 청룡영화상 시상식에서 최진실은 《수잔 브링크의 아리랑》으로 '여우 주연상'에 노미네이트되었고 '인기 스타상'을 수상했으며, 최진영은 《산산이 부서진 이름이여》로 '신인 남우상'을 받아 이들은 최초의 남매 수상자가 되었다.

- 1992년 - 1월에 영화 《숲속의 방》이 개봉되었는데, 이 영화에서 학생 운동과 현실 타협 사이에서 방황하며 삶의 진실을 찾아 헤매는 대학생 소양 역을 맡았다.[113][114] 1월에는 MBC 《약속》에 출연하여 교사 정인 역을 맡았고, 이 드라마는 최고 41.5%의 시청률을 기록하였다. 3월에 MBC 라디오 《0시의 데이트》의 진행자가 되었다.[115] 6월에 MBC 《질투》에 출연하여 배우 최수종과 호흡을 맞췄고 이 드라마를 통해 청춘스타로서 입지를 다지게 되었다. 10월에 연예인으로서 처음으로 KBO 리그 한국시리즈에서 시구를 하였다.[116] 10월에는 한국방송광고공사에서 실시한 '광고 모델 선호도'에 관한 여론조사에서 최진실은 52%를 기록하여 1위를 차지하였고, 13%를 기록한 유인촌은 남자 광고 모델 중 1위를 차지하였다.[117] 10월에는 저축유공자로서 노태우 대통령이 마련한 청와대 오찬에 초청도 받았다.[118] 12월에 주간 방송정보지 'TV 저널'이 제정한 제1회 '올해의 스타상'을 수상하였다.[119]

- 1993년 - 영화 《사랑하고 싶은 여자 & 결혼하고 싶은 여자》에서 영어 번역가이자 추리소설 작가 지망생 유라 역을 맡았다. 10월에 토크 쇼 MBC 《김한길과 사람들》에 대중문화계에서 영향력을 발휘하는 인물로서 초대되어 개인적 차원의 이야기를 뛰어넘어 대중문화에 대한 현대인들의 취향까지를 논하는 자리를 가졌다.[120][121] 11월에 토크 쇼 KBS 《심야에의 초대》에 출연하였는데, 이 자리에서 가수 변진섭과 결혼을 전제로 교제하고 있다는 사실을 처음으로 공개적으로 밝혔다.[122][123] 연예인의 경우 이성교제 사실을 공개하는 사회 분위기가 아니어서 이는 다소 파격적인 행보였다. 작품 출연과 관련한 계약을 할 때 이성교제 문제나 결혼 문제가 계약서에 언급될 만큼 연예계 내부도 다소 경직된 분위기였다.[124] 연말에 5년 동안 자신의 매니저로서 계약을 맺었던 배병수와 계약 해지하였다.[125]

- 1994년 - 2월에 영화 《나는 소망한다 내게 금지된 것을》에서 심리학자이자 여성운동가 강민주 역을 맡았고, 출연료를 영화 제작비로 재투자하였는데, 배우가 출연료를 영화 제작비로 재투자한 경우는 배우 문성근에 이어 두 번째였다.[126][18] 2월에는 SBS와 배우로서 최고 출연료를 받기로 계약했는데, 60분짜리 100회 출연에 1회당 300만 원을 받기로 했고 이는 그 전에 MBC에서 받던 액수보다 4배 이상 높은 금액이었다. 2월에는 최진실과 최진실의 6촌 오빠 최재성이 4월에 SBS에서 방영 예정인 드라마에서 연인으로 물망에 오르기도 하였다.[127][128] 4월에 SBS 《사랑의 향기》에 출연하면서 만화가 영진 역을 맡았고 배우 이병헌과 연인으로 호흡을 맞췄다.[129][130][131][132] 8월에 금융실명제 홍보 모델로서 금융실명제 정착에 기여한 공로가 인정돼 김영삼 대통령이 마련한 청와대 오찬에 초청을 받았다.[133][134][135] 11월에 서울특별시청은 1394년에 서울을 수도로 정한 후 600년이 되는 해를 기념하기 위해서 400년 뒤인 2394년에 개봉하기로 하고 남산 '한옥마을'에 타임캡슐을 묻었는데, 서울 시민 최진실의 인터뷰도 이 타임캡슐에 담겼다.[136][137] 12월에 영화 《마누라 죽이기》에 출연하여 영화제작자 차소영 역을 맡았다. 12월에는 대한민국 연예계 '전문 매니저' 1세대였던, 전(前) 매니저 배병수가 살해되는 사건이 발생하였다.[138][139][140][83] 연말에 MBC 《신(新)인간시대》에서 신년 특집으로 '앞서가는 한국인 50인'이라는 제목으로 분야 별 스타를 조명하게 되었는데, 여론조사를 통해 선정한 이 '앞서가는 한국인 50인'에서 최진실은 여자 연기자 부문 1위를, 안성기는 남자 연기자 부문 1위를 차지했다.[108]

- 1995년 - 1월에 제1회 '한국 모델 페스티벌'에서 CF 부문 대상을 수상하였다.[141] 5월에 '배병수 살해사건'의 증인으로 법정에 섰는데, 그 과정에서 이 사건에 연루되었다는 거짓 소문에 시달렸다.[142] 6월에 KBS 《체험 삶의 현장》에 출연하였는데, 갯벌에서 조개 잡는 일을 하여 일당을 벌었다.[143] 5월에 SBS 《아스팔트 사나이》에서 자동차 디자이너 오화련 역을, 9월에 SBS 《째즈》에서 르포 작가 채송화 역을, 10월에 MBC 《아파트》에서 '신데렐라 콤플렉스'의 소유자 차나리 역을 맡았다.[144] 교통사고를 당하면서 첫 회 방송을 보름쯤 앞두고 《아파트》 출연을 포기하였다가 제작진의 설득으로 다시 출연을 결정하였는데, 이 드라마는 라이벌적 포지션에 있던 배우 채시라와 공동 주연을 맡아 화제가 되었다.[145] 10월에는 PC 통신 연예인 합성 누드 사진 최초 피해자로 언급되었다.[146] 11월에 영화 《마누라 죽이기》로 대종상 영화제에서 '여우 주연상'을 받았다. 변진섭과 결별했다. 13년 후 변진섭은 《사랑이 올까요》라는 곡으로 MBC 《내 생애 마지막 스캔들》(2008년) OST에 참여하였는데, 이 드라마가 인기를 끌면서 이 곡도 많은 사랑을 받았다.[147][148] 중앙대학교 예술전문대학원 공연예술학부 영화학과 지도자 코스에 진학했다. 영화 공부, 영어 공부에 몰두했다.

- 1996년 - 2월에 KBS 《TV는 사랑을 싣고》에 출연하였는데, 제작진의 도움으로 어린 시절 친구였던 안원형과 만났다. 안원형과는 같은 집에 세 들어 살면서 친하게 지낸 사이였다. 최진실이 출연한 방송은 2002년 5월 12일 4백 회 특집에서 '감동적인 만남 BEST5'에 들기도 하였다.[149][150] 3월에 신한국당 광고 모델이 되었는데, 연예인이 정당의 광고 모델이 된 것은 대한민국 정당 역사상 처음 있는 일이었다. 신한국당은 1995년 12월에 창당한 정당으로서 군사정권 이미지에서 탈피하고자 민주자유당이라는 당명을 버리고 만든 당이었다. 신한국당은 "기존 정당에 대한 딱딱한 대(對)국민 이미지를 해소하고 국민들에게 보다 친근하게 다가서는 모습을 보이기 위해 최진실 씨를 신문 광고 모델로 선정했다. 20대부터 60대에 이르기까지 거의 모든 유권자에게 인기있는 최진실 씨의 모델 기용은 정당 홍보의 새로운 방식으로 신한국당 이미지 고양에 도움이 될 것이다. 이제 개혁 시대에 국민들에게 친근한 모습을 보이고 과거 권위주의 시대 정치에서 탈피하기 위해 이같은 광고를 결정했다. 최진실 씨의 인기에 누가 되지 않도록 우리 당도 최선을 다하겠다"라고 말했고 최진실은 "연예인 광고 모델로서 신한국당과 인연을 맺은 것일 뿐이며 신한국당에 입당할 생각은 없다"라고 말했다.[151][152] 10월에 SBS 《째즈》(1995년) 등이 중화인민공화국, 중화민국, 싱가포르 등 아시아지역 중화권 시청자들을 대상으로 하는 홍콩 스타 TV <중국어 채널>을 통해 방영되었고, 해당 드라마들은 현지에서 좋은 반응을 얻었으며, 최진실은 이를 계기로 삼아 국외로 활동 영역을 넓히는 것에 관심을 가지게 되었다. 이와 관련하여 2000년 7월 최진실은 국외 활동의 의미에 대해 민간 외교관의 역할이라는 철학을 피력한 바 있다.[153][131]

- 1997년 - 1월에 최진실은 PC통신 이용자 3백 명을 대상으로 실시한 '자신의 야망을 성취한 연예인'에 관한 여론조사에서 1위를 차지하였는데, 정치인 1위는 김영삼, 경제인 1위는 정주영, 스포츠인 1위는 박찬호였다.[154] 3월에 최진실을 두고 SBS와 MBC 간에 치열한 '쟁탈전'이 벌어졌다.[155] 최진실은 우여곡절 끝에 MBC에 안착했다. 10월에 MBC 《그대 그리고 나》에서 사적으로는 가정을 잘 꾸려가면서 공적으로는 직업적인 성취를 이루고 싶은 여성 윤수경 역을 맡았다. 이 드라마는 최고 66.9%의 시청률을 기록하였다.[156] 10월에는 삼성경제연구소가 '한국 영화 스타의 스타 파워 분석' 보고서를 냈는데, 최진실은 배우 최민수와 함께 관객동원력이 가장 뛰어난 영화 배우로 꼽혔다.[157] 12월에 MBC 연기대상 시상식에서 '대상'을 받았다. 영화 《편지》에서 국문학과 대학원생 정인 역을 맡았다. 이 영화는 1998년 청룡영화상 시상식에서 '한국영화 최다 관객상'을 받았다. 경강역은 이 영화의 촬영지로 사용되면서 명소가 되었고, 황동규의 시 《즐거운 편지》는 이 영화에 삽입되면서 세상에 널리 알려지게 되었다. 이 영화는 태국에서 《The Letter》(2004년)라는 제목으로 리메이크되었다. 연예계 데뷔 이후 배우로서 영화계, 방송계, 광고계 등을 오가며 왕성한 활동을 하면서 일약 국민배우 반열에 오르게 되었다. 12월에는 코미디언 이경규와 함께 제15대 대통령 당선인 김대중을 인터뷰 하러 자택을 방문하기도 했다.[158][159]

- 1998년 - 3월에 한국통신에서 최진실을 모델로 한 경제 위기 극복 캠페인용 공중전화 카드가 나왔다.[160][161] 6월에 MBC 《추억》에서 광고회사 직원 서인영 역을 맡았다. 7월에 일본에서 가장 선호하는 한국 배우로 뽑힌 상황에서 일본어를 공부하며 일본 진출 뜻을 피력했다. 8월에 한국 갤럽 여론조사에서 대한민국 건국 이래 배우 부문에서 최고 인기 연예인으로 뽑혔다.[162] 8월에는 김대중 대통령을 비롯한 여러 유명 연예인, 체육인, 문학인 등과 함께 국가 홍보 CF에 출연했다.[163] 12월에 최진실은 KBS 《행복 채널》에 출연하였는데, 이는 일본 프로 야구 요미우리 자이언츠 소속 야구 선수 조성민이 최진실의 팬이라는 사실을 안 제작진이, 우상과 팬으로서 만남의 자리를 마련한 것이었다.[164] 12월 30일에 자신의 집 엘리베이터 안에서 괴한에 의해 납치될 뻔한 사건을 겪었다.[165][166][167] 최진실은 1994년 5월에도 납치될 뻔한 사건을 겪었고 연예인이 된 후 스토킹도 자주 겪었었다.[168]

- 1999년 - 대한민국 연예인 최초로 일본 광고계에 진출하였는데, (주)전일본식품사와 1년 전속 모델 계약을 맺었다.[169] KBS 《슈퍼 TV 일요일은 즐거워》의 코너 중 하나인 《출발 드림팀》에서 최진실, 배우 김희선, 코미디언 이영자, 모델 이소라, 배우 엄정화 등이 1기 여성 드림팀을 결성하여 일반인 팀과 운동경기를 벌였다. 이 여성 드림팀은 초호화 캐스팅으로 화제가 되었고, 《출발 드림팀》은 전국에 운동 열풍을 일으켰다.[170] 영화 《마요네즈》에서 대필작가 아정 역을 맡았다. 이 영화는 제5회 케랄라 국제 영화제에서 '그랑프리'를 수상하였다. 케랄라 국제 영화제는 뉴델리 국제 영화제와 함께 인도에서 가장 규모가 큰 영화제이고, 한국 영화가 국제영화제에서 그랑프리를 수상한 것은 이것이 여섯 번째였다.[171][172][173] MBC 《별은 내 가슴에》(1997년)가 중화인민공화국으로 수출되어 폭발적인 인기를 끌었다. 이후 이 드라마는 '최초의 한류 드라마'로 평가받았다.[174][175] 11월에 최진영은 1집 앨범 《Final Fantasy》를 발매하면서 가수로 데뷔하였는데, 최진실은 최진영의 가수 활동을 측면에서 지원하였고 최진영은 이듬해인 2000년에 SBS 가요대전에서 록 부문에서 수상하고 대한민국영상음반대상에서 신인가수상을 탔다.[176] 12월에 MBC는 20세기 한국 현대사를 인물로 조망하는 다큐멘터리를 제작하였는데, 역사 또는 사회 전반에 큰 영향력을 미치거나 새로운 물꼬를 트기 위해 노력했던 최진실을 포함한 60명의 인물들을 소개하였다.[177] 12월에는 MBC 《일요일 일요일 밤에》(1981년)에서 서울 시민 1000명을 대상으로 연예계 각 분야 '20세기 최고의 스타' 여론조사를 하였는데, 최진실은 '텔레비전 배우 분야' 20세기 최고의 스타로 선정되었다.[178]

- 2000년 - 1월에 팬사이트 '만인의 연인 최진실과 함께'가 개설되었다. 무협 영화인 《단적비연수》에 출연하였다. 6월에 영화 전문 인터넷방송사 iCBN에 주주로 참여했다.[179][180][181] 7월에 최진영과 롯데칠성의 미과즙 음료 '2% 부족할 때' 광고에 함께 출연했다.[182] 7월에는 기자회견을 통해 12월에 결혼식이 있을 예정이라고 말하였는데, 혼인 상대자 조성민이 다섯 살 연하여서 화제가 되었다. 이는 혼인과 관련하여 여성이 어려야 한다는 고정관념 때문이었고, 이 고정관념은 성 차별적 사고의 일환으로 여성의 사회적·경제적 지위 향상과 함께 불식되어 갔다. 11월에 혼인신고를 하였다.[183][184][185][186] 12월에 결혼식을 올렸다.[187][188][189][190] 이 결혼식은 12월 5일에 이루어졌는데, 이 이벤트를 위해 최진실은 분장사 조성아와 손잡았고, 이 이벤트는 인터넷으로 생중계되었으며, 이 인터넷 방송은 약 50만 명이 접속하였다. 동시 시청자 수 500,000명은 유의미한 수치인데, 이 이벤트는 인터넷 콘텐츠로서 대한민국의 인터넷 발전과 관련하여 사회적으로 의미를 가졌다.[191][192][193][194][195][196][197][198][199][200][44]

- 2001년 - 4월에 유가공업체 남양유업으로부터 광고 모델로서 섭외되었으나 모델료와 관련하여 소비자 항의가 거센 상황을 겪으면서 광고 계약을 거절하였다. 소비자들은 남양유업에 '고액 광고 모델료를 지급하는 대신 분유 가격을 인하하라'고 요구했었다. 최진실은 "100원도 절약하며 사는 주부들 처지에선 당연히 화날 만한 사안이었다. 이 때문에 남양유업도 아주 곤란한 처지에 빠졌을 것이다. 주부들을 이해하기에 나 스스로 물러나기로 했다"라고 광고 계약 거절 이유를 설명했다. 이 일과 관련하여 인터넷에 '안티 최진실' 웹사이트가 개설되고 '안티 남양' 웹사이트도 개설되는 등 후유증을 겪었다. 이 일은 인터넷의 발달과 함께 대중의 힘도 성장했음을 보여주는 하나의 사례가 되었고, 이 일이 언론의 오보에서 시작되었기에 언론의 옐로 저널리즘이 지적되기도 하였다.[201][202][203][204][205][206][207][208] 7월에 광고 모델로서 삼성전자와 계약을 맺었다.[209][210][211] 8월에 아들을 출산하였다.

- 2002년 - 1월에 최진영과 함께 토크 쇼 KBS 《서세원 쇼》에 출연하였는데, 《서세원 쇼》는 최진실의 출연에 힘입어 28.0%의 시청률을 기록하였고 이는 3주간 평균 시청률 18.6%를 크게 상회하는 수치였다.[212] 4월에 MBC 《그대를 알고부터》에 출연하면서 배우로서 활동을 재개하였다. 이 드라마에서 중국 교포 이옥화 역을 맡았는데, 연변 사투리를 구사해야 해서 친구인 코미디언 정선희의 도움을 받았다. 이옥화는 중국에서 대학을 졸업한 후 대한민국 무역 회사에서 근무하는 커리어 우먼으로, 중국은 대한민국보다 성평등이 더 잘 이루어지는 사회였고 그런 사회에서 성장한 이옥화는 대한민국에서 생활하면서 성 차별적 사회분위기에 반란을 일으키는 캐릭터였다. 이 드라마는 TV 드라마와 영화를 통해 여러 번 호흡을 맞췄던 배우 김혜자와 함께 출연하여 화제가 되었다. 최진실과 김혜자는 MBC 《당신의 축배》(1989년), MBC 《그대 그리고 나》(1997년), 영화 《마요네즈》(1999년) 등에서 딸과 어머니로, MBC 《장미와 콩나물》(1999년)에서 며느리와 시어머니로 함께 출연했는데, 《그대를 알고부터》에서는 남남인 관계이지만 최진실이 김혜자의 집에 기거하는 설정이었다.[213][214][215] 6월에 유아복업체 <아비또>의 기획홍보 이사직을 맡았고 상품 기획을 총괄하였다. <아비또>가 최진실과 공동 투자하여 내놓은 브랜드 '미아오'는 고양이 울음소리에서 영감을 얻은 것으로 최진실이 직접 작명한 것이었다.[216] 6월에는 인터넷상에서 유포되는 명예훼손 피해도 겪었다.[217][218][219][220][221][222]7월에 《그대를 알고부터》 야외 촬영 중 탈진하여 병원에 입원했고 최준희의 잉태를 인지했다.[223][224] 9월에도 과로로 탈진하여 병원에 입원했다.[225][226][227] 10월에 임신 6개월이었고 《그대를 알고부터》 마지막회가 방송되었다.[228][229][230] 11월에 8년간 여러 언론사에 '섭섭한 게 있다'는 모호한 표현이 담긴 편지만을 보내던 배병수 살해범 전용철이 교도소 내 인터뷰를 통해 기자들에게 실명을 거론하며 그 섭섭함의 실체를 이야기했고 그 실명은 익명 처리된 채 해당 내용이 기사화되었으며 무기징역형을 선고받고 복역 중이던 전용철은 이 문제로 검찰 소환 조사를 받았는데, 달라진 사실관계는 없었다.[231][232][233][234][235][236][237][238][44][239][240][241] 12월 18일 오후 2시에 조성민은 최진실을 대상으로 여론 조작을 했다. 이 여론 조작의 내용은 최진실이 유책배우자라는 것이었다. 이에 대해 최진실은 이혼할 의사가 없다는 뜻을 공개적으로 표현함으로써 기존 입장을 견지하며 이 여론 조작을 제압했다.[242][243][244][245][246][247][248][249][250][251][252][253]

- 2003년 - 3월에 딸을 출산하였다.[254][255][256][257][258][259][237][238] 영화 오디션 심사위원으로 활동했다.[260] 10월 23일에 조성민은 또 최진실을 대상으로 여론 조작을 했다. 이 여론 조작의 내용 또한 최진실이 유책배우자라는 것이었다. 12월 15일 오후 9시에 최진실은 배우 활동 재개와 관련하여 기자회견을 열었다.[261] 이 기자회견에서 최진실은 이혼할 의사가 없다는 뜻을 표현함으로써 기존 입장을 견지하며 이 여론 조작을 제압했다.[262][263][264][265][266][267]

- 2004년 - 3월에 MBC 《장미의 전쟁》에 출연하면서 배우로서 활동을 재개하였다.[268][269] 이 드라마에서 산부인과 의사 오미연 역을 맡았다. 이 드라마는 한국 트렌디 드라마의 효시인 MBC 《질투》(1992년)에 주인공들로 출연하여 함께 많은 사랑을 받았던 최진실과 최수종이 12년 후 다시 호흡을 맞추는 것이면서 두 드라마 사이에 내용의 연계성이 있도록 일부러 연출을 하여 많은 관심을 받았다.[270][271][272] 3월에는 또 아파트 광고 모델로서 신한과 계약을 맺었다.[273][274][259][275][276][277][278][279][280][281][282] 6월에 싸이월드 '미니홈피'를 개설했다.[283] 8월 1일에 조성민은 또 최진실을 대상으로 여론 조작을 했다. 이 여론 조작의 내용 또한 최진실이 유책배우자라는 것이었다. 이에 대해 최진실은 이혼할 의사가 없다는 뜻을 공개적으로 표현함으로써 기존 입장을 견지하며 이 여론 조작을 제압했다.[266][267] 9월에 이혼 결정권을 행사했다.[83][284][285][286][287][288] 2002년부터 2004년까지 거짓 소문에 시달렸다.[289][61][64][290] 햇수로 3년 동안 자식들의 발달단계를 고려한 언행과 유책배우자라는 모함을 처리하는 언행을 동시에 수행하는 '투트랙 전략'을 출구전략으로 삼았다. 즉 자식들의 존엄성을 수호하는 일, 여론 조작을 제압하는 일, 자식들의 생부의 실체를 규명하는 일, 비혼자로 복귀하는 일 등을 동시에 추구해 나갔다.[291][292][293][294] 최진실이 유책배우자라는 주장은 입증된 바 없다.[295] 이 모든 과정을 대중이 직접 목격하게 함으로써 시시비비를 투명하게 규명하였다. 최진실은 헤게모니를 쥐고 배우로서, 친권자로서, 피해자로서 정도의 길을 걸었다. 이를 통해 완벽한 수비에 성공했고, 자신을 붕괴시키기 위해 최선을 다했던 혐오(hate speech) 세력들의 여론 조작을 제압했다.[296][44][297][298][299][300][301][302]

- 2005년 - 5월에 미국 화장품업체 3LAB과 광고 모델로서 계약을 맺었고 미국에서 광고 촬영을 하였다. 3LAB은 아시아 시장의 교두보를 확보하기 위해 '한류 스타'의 원조급인 최진실과 계약을 맺었다.[303][304][305][306] 8월에 KBS 《장밋빛 인생》에 출연하여 위암 말기 진단을 받은 전업주부 맹순이 역을 맡았고, 이 드라마는 최고 47%의 시청률을 기록하였다.[307][308][64][309][310] 11월에 《장미빛 인생》의 성공으로 최진실과 매니지먼트 계약을 체결하기 위한 연예 기획사들의 치열한 경쟁이 이루어졌고 이에 제시하는 계약금이 10억 원대에 이르렀다.[311] 12월에 한국갤럽에서 전국의 만 20세 이상 성인 남녀 1502명을 대상으로 실시한 '2005년을 빛낸 배우(TV)'에 관한 여론조사에서 최진실은 18.2%를 기록하여 1위를 차지하였고, 4.2%를 기록한 정지훈은 남자 배우 중 1위를 차지하였다.[312][313] 연말에 KBS 연기대상 시상식에서 '여자 최우수 연기상'과 '네티즌상'을 받았다. 인터넷상에서 악성 루머와 악성 댓글에 시달렸던 최진실에게 이 '네티즌상'은 의미가 큰 것이었다.[314][49] 한편, MBC 전속 연기자였던 최진실은 MBC 사장 최문순의 배려로 KBS 드라마에 출연할 수 있었다.[315][316][317] 이와 더불어 KBS 사장 정연주는 최진실의 매니저를 자청하기도 했다.[318]

- 2006년 - 4월에 굿네이버스 친선대사가 되었다.[319][320] 12월에 최진영과 함께 여성의식캠페인 사진전에 참여했다.[321]

- 2007년 - 1월에 MBC 일일 드라마 《나쁜여자 착한여자》에 전업주부 이세영 역으로 출연하여 시청률 견인에 성공하였다. MBC 일일 드라마를 20% 중후반의 시청률로 끌어올렸는데, 이 드라마는 최고 29.6%의 시청률을 기록하였다.[322][323][324][325][326][327][328][329][330][331][332][333][334][335] 1월에는 광고 모델로서 제약업체 일동제약과 냉난방업체 캐리어 등과 계약도 맺었는데, 해당 업계에서 최고의 대우를 받았다.[336][337][338] 7월에 최환희와 최준희를 《나쁜여자 착한여자》 촬영 현장에 방문하도록 하여 두 아동에게 견학의 기회를 제공했다.[339] 12월에 《나쁜여자 착한여자》로 MBC 연기대상 시상식에서 '여자 최우수상'과 '대상'에 노미네이트되었다.[340][341]

- 2008년 - 3월에 MBC 《내 생애 마지막 스캔들》에 출연하여 가정관리사 홍선희 역을 맡았고 배우 정준호와 호흡을 맞췄다.[342] '줌마렐라 신드롬'을 일으키면서 《내 생애 마지막 스캔들 시즌2》 제작이 확정되었다.[343][84][344] 이 드라마에는 최진실의 친구로 실제 친구이기도 한 이영자가 출연했는데 이영자의 대사 중 "남자는 여자하기 나름이에요"를 언급하는 장면이 나오고, MBC 《질투》(1992년)의 마지막 장면이자 당시 인구에 회자되었던 카메라 360도 회전 장면을 패러디한 장면이 나오기도 하였으며, 최진실이 20대 시절에 찍었던 '가나초콜릿' 광고를 패러디한 '아나초콜릿' 광고 장면이 나오기도 하여 재미를 더하였다.[345] 3월에는 토크 쇼 OBS 《최진실의 진실과 구라》의 진행자로도 발탁되면서 진행자로서 회당 출연료로 그 분야에서 최고의 대우를 받았는데, 방송인 유재석을 능가하는 대우여서 화제가 되었다.[346][347][348][349][350] 이 토크 쇼는 방송인 김구라와 함께 진행을 맡았다.[351][352] 《최진실의 진실과 구라 시즌2》 제작이 기획되었다.[353][354] 7월에 데뷔 이래 처음으로 시사 프로그램에 출연했다. 최진실은 MBC 《시사매거진 2580》과 인터뷰를 가졌는데, 제작진은 데뷔 20주년을 맞는 최진실을 통해 한국 드라마의 흐름을 짚는 시간을 가졌다. 최진실은 인터뷰에서 배우로서의 삶과 비혼자로서의 삶 그리고 연예인들의 사회적 이슈에 대한 발언 등에 대해 자신의 소신을 밝혔다.[355][356] 11월에 청룡영화상 시상식에서 '명예 인기 스타상'을 받았다.[357] 12월에 MBC 연기대상 시상식에서 '여자 최우수상'과 '대상'에 노미네이트되었고 '공로상'을 받았다.[358][359][360] 12월에는 서울대학교 소비트렌드분석센터의 2009년 소비트렌드 예측서 《트렌드 코리아 2009》가 발간되었는데, 이 책에서 '줌마렐라 신드롬'은 2008년을 특징짓는 문화현상 중 하나로 언급되었다.[361]

#### 국외 진출
- 1993년, MBC 《질투》(1992년)가 대한민국 드라마 최초로 중화인민공화국에 진출했다. 이는 1992년 8월 24일에 대한민국과 중화인민공화국 사이에 수교를 맺은 것을 기념하여 이루어진 것이었다.[362][363][364]
- 1996년, SBS는 《째즈》(1995년), 《아스팔트 사나이》(1995년) 등에 대해 중화인민공화국, 중화민국, 싱가포르 등 아시아지역 중화권 시청자들을 대상으로 하는 홍콩 스타 TV와 공급 계약을 체결하였다.[131][153]
- 1999년, MBC 《별은 내 가슴에》(1997년)가 중화인민공화국에서 방영되어 큰 인기를 얻었다.[365] 이후 이 드라마는 '최초의 한류 드라마'라는 평가를 받았다.[366]
- 2007년, KBS 《장밋빛 인생》(2005년)이 중화인민공화국의 관영방송사인 CCTV에서 방영되었다.
- MBC 《내 생애 마지막 스캔들》(2008년)은 2009년에 중화인민공화국 10여 개 방송국에서 방영되고[367][368] 일본에서는 DVD가 발매되었으며, 2010년에는 일본 후지 TV에서 방영되었다.[369][370][371]
- 2010년 8월 31일, 중화인민공화국의 대표적인 포털 사이트 넷이즈가 <한류 드라마 속 미녀 여자 주인공 TOP 10>을 선정했는데 '영원한 신데렐라'라는 별칭과 함께 최진실이 1위에 올랐다.[372]

### 사망
최진실은 만으로 39세, 세는나이로 41세에 세상을 떠났다.

## 평가
최진실은 1990년대를 관통하면서 광고계, 영화계, 방송계 등에서 자신만의 독자적인 영역을 만들었다. 최진실은 밝고 명랑한 이미지 속에 슬픔과 발랄함이라는 상반되는 특성을 담고서 대중에 어필하였다. 칼럼니스트 박진규는 '최진실은 귀여운 척이 아닌 생활 연기 속에 묻어나는 자연스러운 귀여움이 강점이었다. 물론 그 귀여움 때문에 다른 감정 연기에도 탁월했던 그의 연기가 묻히기도 했다. 하지만 그 친근한 귀여움이 패셔너블한 여성 배우, 연기 잘 하는 여성 배우가 넘쳤던 1990년대에 최진실을 가장 돋보이게 만든 무기였다'라는 평을 내놓기도 하였다.
1988년에 출연한 삼성전자 광고의 성공으로 최진실은 광고 모델과 배우의 관계를 뒤집어 놓았다. 광고 모델은 배우가 드라마의 성공을 통해 높은 인지도를 얻은 후에 부업 거리로 하는 경우가 많았는데, 최진실은 광고를 통해 배우가 드라마의 성공을 통해 얻는 인지도 못지않은 인지도를 얻게 되었고, 광고계도 배우의 당당한 무대가 될 수 있다는 것을 보여 주었다. 최진실의 이런 성취는 1988년 하계 올림픽 전후로 대한민국의 정치·경제·사회·문화적 상황이 급변한 것과 궤를 같이 하는 것이었다. 이후 1989년에는 여러 편의 텔레비전 드라마에 조연 등으로 출연하여 배우로서의 삶을 단련시켜 나갔다. 최진실은 30초짜리 드라마인 광고에도 그 시대의 정신을 담아내는 미학이 있고 기본적으로 행해지는 영상예술, 심리학을 차용한 마케팅 기술과 이미지 메이킹, 현란한 카피와 대사에 이르기까지 예술 활동의 집약이 이루어진다고 보았다. SBS 《아스팔트 사나이》(1995년)에 출연할 무렵에 <CyberTimes.TV>와의 인터뷰에서 배우로서 광고도 하나의 작품으로 인식하고 있다고 말하기도 하였다.
최진실은 1990년대 한국 영화 부흥기의 시작을 함께 했던 배우였다. 《남부군》(1990년)으로 영화계에 데뷔한 최진실은 특유의 귀여움과 친근함을 무기로, 이전까지 한국 영화에 없던 배우의 매력을 선보였고, 한국 영화계의 기획 영화 붐과 맞물려 '자기 주장이 분명한 신세대적인 여성 캐릭터'의 원조급이 되었다. 최진실은 1990년대를 걸쳐 청룡영화상에서 '인기 스타상'을 총 8회 수상하면서 1990년대 청룡영화상 최다 '인기 스타상' 수상자가 되었고, 백상예술대상에서도 영화 부문에서 총 5회의 '인기상'을 수상하였다.
시청률 조사 회사인 닐슨 미디어 리서치는 1992년 1월부터 2003년 10월까지 <역대 시청률 톱 50 TV 드라마>를 선정한 결과를 바탕으로 최다 주연 배우를 조사하였는데, 최진실은 MBC 《약속》(1992년), MBC 《질투》(1992년), MBC 《폭풍의 계절》(1993년), MBC 《그대 그리고 나》(1997년), MBC 《별은 내 가슴에》(1997년), MBC 《장미와 콩나물》(1999년) 등 6편의 TV 드라마에서 주연으로 등장하여 최다 주연 배우로 기록되었다. 2011년 10월 13일, 네티즌 1300명을 대상으로 한 1990년대 최고의 TV 드라마와 배우를 묻는 여론조사에서 《질투》와 최진실이 각각 1위를 차지했다. 이 조사에서 드라마 2위는 《별은 내 가슴에》였다. 2011년 11월 7일, 최진실은 MBC가 창사 50주년을 맞아 선정한 '지난 50년 동안 MBC를 빛낸 연예인 50인'에 뽑히기도 하였다. 2014년 11월 15일, 한류 배우 1세대로서 대한민국 드라마 발전에 기여한 공로를 인정받아 제3회 에이판 스타 어워즈에서 공로상을 받았다.

### 최진실 신드롬
최진실은 광고를 통해 대중의 욕망과 환호를 이끌어내는 이미지를 구축한 뒤 TV 드라마와 영화를 통해 '시대적 아이콘', '트렌드 세터', '톱스타' 등으로 자리매김하였다. 또한, '가벼운 공처럼 톡톡 튀어 오르고 여름 날의 햇살처럼 쨍한 여자, 깜찍하고 귀엽고 편안하고 참신하며 익살스런 숙녀'라는 이미지를 구축해 단번에 대중의 시선을 붙잡았다. 한남대학교 마정미 교수는 자신의 저서 《최진실 신드롬》(1993년)에서 “최진실을 읽어나가는 것은 일단 광고에서 시작해야 한다. 그의 매력과 성공의 근원은 광고에서 비롯되었기 때문에, 그를 선호하고 그에게 익숙해진 원인을 찾는 출발점도 같은 곳이어야 한다”라고 분석했다.
또한, 가부장적 사회 분위기 속에서 적잖은 TV 드라마, 영화, 광고 등에서 '보이시한 패션'과 '중성적인 매력'을 선보였는데, 이를 통해 연예인으로서 여성성과 남성성 모두를 아우르는 포지션을 점할 수 있었다.
최진실은 데뷔 초기에 다소 연기력이 부족했으나 부단한 노력을 통해 좋은 연기력을 갖춘 배우로 성장했다. 최진실이 탄탄한 연기력으로 소화한 TV 드라마나 영화의 캐릭터들은 진정성과 생명력을 얻어 대중으로부터 좋은 평가를 받았다.
연기 외적으로 데뷔 초기부터 솔직하고 털털한 성격을 보여주었는데, 최진실이라는 배우가 등장하기 이전까지 대중매체에서 이런 모습을 선보였던 배우는 드물었기 때문에 최진실의 이런 모습은 대중에 인상적인 이미지를 심어주었고 대중이 배우를 보다 친숙하게 느낄 수 있는 계기를 마련해 주었다.
최진실이 20여 년 동안 톱스타로 인정받을 수 있었던 것은, 세월에 따라 연기 변신을 자연스럽게 한 것에서 그 이유를 찾을 수 있다. 20대에는 '통통 튀면서 귀여운 캐릭터'로 인기를 끌었고, 30대에는 '대중이 갈망하는 새로운 이미지와 캐릭터'를 창출했으며, 40대에는 '줌마렐라 신드롬을 일으킨 캐릭터'로 대중의 환호를 이끌어냈다. 이런 모색을 통해 최진실은 배우로서 20대와 30대 그리고 40대의 매력을 자기만의 방식으로 구현하였다.
비슷한 나이대의 다른 여성 배우들에 대해서도 '라이벌'이라는 프레이밍에 반기를 들며 자신은 그들에 대해 '길동무'라는 인식을 가지고 있다고 말하였는데, "(채)시라는 라이벌이라기보다 평생 어깨동무하고 가야 할 길동무예요. 예전에 '트로이카'로 불리던 여배우들 중에 누군가 떠나면 남은 사람 인기도 사그라들었잖아요. 동반상승 효과랄까, 시라가 있어서 더 힘이 나요. 시라도 그렇게 생각할 거예요"라고 말하며 자신의 철학을 드러냈다. 2004년 3월에는 최진실, 채시라 두 사람이 전작에서 잇따라 흥행 실패한 것을 '왕년의 스타도 아줌마 되면 별 수 없다'는 식으로 엮는 데 대해서도 부정적 평가를 했는데, "그건 각자의 몫일 뿐이죠. 이미숙, 황신혜, 김희애, 유호정 씨 등 아줌마 되고 더 빛나는 연기를 보여주는 분들이 많잖아요"라고 응수했다.
- 연기와 관련된 언급

나는 현실타협적인 사람이다. 후배들이 밀고 올라오는 것에 저항하지 말고, 내가 빨리 다른 길로 가야 한다고 생각한다. 가정에도 충실하고 나이와 생활에서 우러나오는 연기를 보여주는, 원미경 씨 같은 연기자가 좋다. 또 박원숙 씨처럼 개성 있는 '조연 캐릭터'도 좋다.

그 때는 대학에 대한 미련이 없었지만 지금은 달라요. 그 때는 돈이 필요했죠. 정말 부잣집으로 시집가지 않는 한 어머니 고생 안 시키려면 돈 버는 지름길이 연예인이라고 판단했죠. 집안에 이쪽에서 일하는 분들이 많았어요. 처음에는 돈을 벌려고 했던 건데 많은 분들의 사랑을 받게 됐죠. 그 때는 공부에 대한 갈증이나 내적인 부분을 채워야겠다는 생각을 못했어요. 정신없이 바빴죠. 이제 이렇게 엄마가 되고, 조금 있으면 40대에 접어드는데, 더 늦기 전에 공부하고 싶어요. 다른 공부가 아니라 좋아하는 연기 공부를 하고 싶어요. 《장밋빛 인생》이 저한테 많은 것을 가르쳐줬죠. 저의 밑바닥이 보이는 거예요. 감정에 몰입해 더 열심히 하고 싶어요. 연극영화과에 가서 발음부터 다시 배우고 싶죠. 그런 욕망이 있어요.

우리 사는 거 총알만 안 날아다닐 뿐 전쟁이에요, 전쟁. 요즘 촬영 중인 드라마도 가끔 납득이 안 되는 대본을 받으면 작가, 연출가 선생님과 치열하게 싸워요. 무례하다고 욕해도 어쩔 수 없어요. 가짜 연기 하는 건 죽기보다 더 싫거든요. 적당히 머리로 하는 연기, 시청자 속이는 연기는 차라리 안 할 거예요.

### 트렌디 드라마
대중문화 평론가인 배국남은 "최진실은 단순한 톱스타가 아니었다. 그는 한국 드라마의 물줄기를 바꿔놓은 MBC 《질투》(1992년)로 '트렌디 드라마'의 활성화를 꾀했고, MBC 《내 생애 마지막 스캔들》(2008년)로 '아줌마 트렌디 드라마'의 장을 여는 등 한국 드라마사에 족적을 남긴 스타였다"라고 말했다.
한국 트렌디 드라마의 효시는 최진실·최수종 주연의 MBC 《질투》(1992년)였다. 《질투》는 젊은이들의 사랑과 우정, 그리고 꿈을 속도감 있는 전개와 세련된 영상, 그리고 경쾌한 주제곡으로 표현했는데, 최고 56.1%의 시청률을 기록하며 젊은이들로부터 많은 사랑을 받았다. 이후 트렌디 드라마는 신파극 일색의 한국 드라마에 생동감 넘치는 에너지와 경쾌한 리듬을 부여하며 한국 드라마의 주류를 바꿔놓았다. 전통적인 한국 드라마에 비해 트렌디 드라마는 가볍고 감각적이었다. 이런 트렌디 드라마의 인기로 한국 드라마계의 중심은 '중견 연기자'들에서 '청춘스타'들로 바뀌게 되었다.
MBC 《내 생애 마지막 스캔들》(2008년)은 ‘줌마렐라 신드롬’을 불러일으켰다. 여타의 드라마에서는 배우자의 정조 의무 위반, 고부 간의 갈등, 이혼, 비혼모로서의 삶, 재혼 등이 다소 칙칙하게 그려졌지만 《내 생애 마지막 스캔들》은 이런 소재들을 똑같이 사용하되 여성의 삶을 보다 경쾌하고 유쾌하게 그렸다. 《내 생애 마지막 스캔들》은 최고 19.5%의 시청률을 기록하며 많은 매니아를 양산해냈다. 시청자들은 《내 생애 마지막 스캔들》 시청자 게시판에 《내 생애 마지막 스캔들 시즌2》가 제작되기를 바란다는 글들을 올렸고, 이런 요청이 받아들여져서 《내 생애 마지막 스캔들 시즌2》 제작이 확정되었다. 최진실은 코믹한 연기와 로맨틱한 연기를 적절히 섞어가며 대중과의 소통에 성공했고 인터넷상에서 '최트루'라는 별명을 얻으며 인기를 얻었으며 인터넷 커뮤니티 디시인사이드 '내 생애 마지막 스캔들 갤러리'에 직접 글을 남기기도 하였다. 최진실은 이 작품의 성공 요인으로 반전의 미학을 살린 '작가', 완성도 높은 연출력을 보여준 'PD' 그리고 작품 속 '배우'들의 호흡을 꼽았다.
2008년 4월 21일, 인터넷 커뮤니티 디시인사이드 '내 생애 마지막 스캔들 갤러리' 이용자들이 최진실의 미니홈피를 방문해 '내 생애 마지막 스캔들 갤러리에 와달라'고 부탁하고 갤러리 주소를 남기자 몇 시간 뒤 최진실은 '내 생애 마지막 스캔들 갤러리'를 방문하였다. 이용자들은 최진실의 갑작스러운 방문에 반색하면서도 '낚시'일 수도 있어서 최진실에게 인증 사진을 요구했고 이에 최진실은 "글 올리는 데 두 시간 걸렸어요. 동생 진영이가 도와줘서. 사진은 어떻게 올려요?" 등의 댓글을 남기다가 결국 자신의 미니홈피를 통해 인증을 대신했다.
- 트렌디 드라마와 관련된 언급

사실은 트렌디 드라마를 다시 찍을 수 있을 줄은 몰랐어요. 하지만 이 작품을 하면서 자신감이 생겼죠. 제가 '줌마렐라'라는 희한한 말을 만들어냈지만 전 할머니가 돼서도 로맨스를 연기하고 싶어요. 그 때는 '노(老)마렐라'라는 말이 유행하지 않을까요. 고생이 많긴 정말 많았어요. 잠도 못 자고. 하지만 정말 많은 분들이 작품이 좋다고 말씀해 주시니까 그 힘으로 버틸 수 있었어요. 처음 시작할 땐 톰과 제리 같은 느낌이었어요. 항상 동철이는 자신이 선희를 놀린다고 생각했지만 사실은 선희가 한 수 위였죠. 하지만 둘은 굉장히 잘 어울리는 한 쌍이라고 생각해요. 동철이는 이벤트도 자주 열어주고 유머감각도 풍부하고 얼굴도 잘생기고 재력도 있는 멋진 신랑감이죠. 철이 좀 없긴 하지만 제가 철이 들었으니까 괜찮아요(웃음). 둘은 결혼해서도 잘 살 거예요. 마지막이란 게 실감은 잘 안 나요. 첫 스타트가 엊그제 같은데 벌써 마지막이네요. 눈을 감으면 홍선희의 과거가 파노라마처럼 흘러가요. 이 작품을 통해서 손해본 사람은 아무도 없다고 생각해요. 배우에게도 스태프에게도, 모두에게 제각기 의미가 큰 작품일 거예요.

### 방송계에서의 영향력
최진실은 새로 제작한 드라마나 예능 프로그램의 성패를 처음부터 예측하는 능력이 뛰어났고, 프로그램 초기의 보완점을 조언하는 능력이 탁월했으며, 자신이 인재라고 평가한 사람은 자신과의 친소 관계를 따지지 않고 방송사 연출가들에게 적극 추천했기 때문에 고위급 연출가들도 최진실의 조언을 매우 소중히 여겼다.
방송인 유재석은 최진실의 추천으로 톱스타가 된 대표적인 예이다. 2000년, 최진실은 MBC의 한 고위급 연출가에게 유재석을 MBC 《목표 달성 토요일 - 스타 서바이벌 동거동락》의 메인 MC로 추천하였다. 당시 크게 유명하지 않았던 유재석은 최진실과는 친분이 없었다. 최진실은 유재석의 별명인 '메뚜기'는 알아도 실명은 알지 못했지만 KBS 《서세원 쇼》에 출연했던 유재석을 기억하고 있었고, 최진실이 그 고위급 연출가에게 "새 프로그램이 있으면 '메뚜기'를 쓰라"라고 강력하게 추천하면서 《스타 서바이벌 동거동락》의 메인 MC로 유재석이 발탁되었다. 유재석은 《스타 서바이벌 동고동락》의 메인 MC로 활동하면서 대중으로부터 많은 주목을 받았고 톱스타로 인정받는 전기를 마련하였다. 유재석은 그 후 한참이 지나서야 최진실이 자신을 추천했다는 사실을 알게 되었다.
당시 최진실의 추천을 받아 유재석을 기용했던 연출가는 후일 다음과 같이 말했다.
최진실은 괜히 톱스타가 된 게 아니다. 드라마건 예능이건, 최진실만큼 정확한 감을 갖고 있는 사람은 만나본 적이 없다. 어떤 드라마에 들어가거나 어떤 쇼 프로에 출연할 때 최진실은 본능적으로 그 프로가 대박이 날지 쪽박을 찰지를 꼭 짚어 맞추고, 실제로 도움이 되는 조언을 해줄 수 있는 사람이다. 나는 지금까지 수많은 예능 프로그램을 만들었지만 항상 첫 회 게스트로 최진실을 써왔다. 대개 예능 프로그램은 처음엔 조금 엉성한 데가 있기 마련인데, 녹화가 끝난 뒤 최진실은 어디를 보강하고 어떤 코너를 넣어야 하는지를 누구보다 정확하게 짚어냈다. 자기와 친하다고 아무나 추천하는 사람도 아니었다.

배우 안재욱은 대표적인 한류 스타이다. 2009년 9월 2일, 안재욱은 MBC 《황금어장 - 무릎팍도사》에 출연하여 최진실이 같은 소속사에 있던 자신을 적극적으로 추천해서 MBC 《별은 내 가슴에》(1997년)에 출연할 수 있었다고 밝혔다. 안재욱은 《별은 내 가슴에》에서 최진실의 상대역으로 출연하였는데, 이 드라마를 통해 톱스타로 인정받는 전기를 마련하였고, 이 드라마의 중화인민공화국 진출을 통해 중화인민공화국에서 한류 스타로서 활약하는 계기를 마련했다. 이후 안재욱은 배우로서, 가수로서 활발한 활동을 하게 되었다.

## 인간관계

### 동생 최진영
최진실은 자신의 자전적 에세이 《그래, 오늘 하루도 진실하게 살자》(1998년)에서 동생인 배우 최진영을 '동지'라고 표현했다. 최진영은 2008년 7월에 출연한 MBC 《황금어장 - 라디오스타》에서 누나 최진실을 ‘스승같은 존재’라고 표현했다.
2009년, 최진영은 한양대학교 예술학부 연극학과에 입학했는데, 대학 진학에는 최진실의 권유가 있었다.
2008년 11월, 최진영은 베트남 화빙성에서 봉사활동을 하였다. 6박 7일 간의 일정이었고, 기아·난민 아동들을 돕기 위한 여행이었는데, 가수 빽가와 동행했다. 당초 최진영의 봉사활동은 2008년 10월 말로 계획됐었으나 최진실의 갑작스런 죽음으로 인해 계획이 미뤄졌다. 최진영은 최진실의 권유로 봉사활동을 떠나기로 결심했고, 최진실은 최진영에게 "너 먼저 다녀와라. 나도 드라마가 끝나면 내년에 봉사활동을 갈 예정인데 기회가 되면 함께 가자"라고 말하며 봉사활동에 대한 의지를 피력했다.
2006년, 최진실·최진영 남매는 여성의식캠페인 사진전에 참여했다. 이 사진전은 출산을 중심으로 가족의 의미를 담아낸 특별한 사진전으로,‘여성’을 주제로 다양한 캠페인을 열고 있는 세정의 여성의식캠페인 오프닝 행사였다. 이 사진전에는 최진실·최진영 남매 외에도 다수의 유명인이 참여했다. 이 여성의식캠페인은 대통령직속저출산고령화사회위원회, 홀트아동복지회, 아름다운가게 등이 동참한 행사였다.
2005년, 최진실은 최진영의 권유로 KBS 《장밋빛 인생》에 출연하게 되었다. 최진실은 화장품업체 3LAB의 광고 모델로 발탁되어 광고 촬영 및 여행을 위해 가족들과 미국에 머무르고 있었는데, 그 때 드라마 《장밋빛 인생》 출연을 제의받았다. 최진실은 여론조작범들의 악랄한 행태에 불편감을 느끼고 있어 드라마 출연을 망설이다가 최진영의 지지와 격려에 힘을 얻어 《장밋빛 인생》에 출연하게 되었고, 좋은 결과를 얻었다.
2008년 12월 21일, 최진영은 토크 쇼 KBS 《박중훈쇼 대한민국 일요일밤》에 출연하여 다음과 같이 말했다.
최진실과 나는 어려운 시기를 함께 보냈다. 어머니는 포장마차를 운영하고 나는 모델 일로 돈을 벌었다. 내가 다른 일을 하는 것보단 벌이가 괜찮아서 그 돈으로 나와 최진실의 학비를 내고 생활비도 보탰다. 이런 나에게 최진실은 늘 고마움을 가지고 있었다. 최진실은 고집이 엄청 셌는데, 그래도 내 말은 참 잘 들었다. 최진실은 진솔한 면이 있었다. 사람들을 끌어당기는 묘한 매력이 있었다. 솔직한 것이 최진실의 매력이었다. 최진실 자체가 나에겐 도움이었다. 말로는 표현이 안 될 정도로 절대적인 존재였다. 배우로서 최진실은 굉장한 독종이었다. 대본을 받으면 두꺼운 공책 몇 권에 계속해서 작품에 대해 썼다. 방문을 걸어 잠그고 계속 대본 연습을 했다. 밥 먹는 시간 빼고는 나오지 않았다. 또 본인의 목소리가 잘 들린다고 화장실에서 대본 연습을 했다. 최진실이 떠나기 며칠 전 나에게, '사람들은 왜 나를 있는 그대로 받아들여주지 않는지 모르겠다'라고 말했다. 과거 이혼하는 과정에서, 세상으로부터 많은 오해를 받았고 있지도 않은 사실이 기사화되기도 하여 최진실이 매우 괴로워했다. 최진실은 인터넷 악성 댓글을 자세하게 확인하는 편이었다. 이에 많이도 힘들어했다. 최진실에게 '모든 사람들이 악플러들처럼 누나를 생각할 거라고 여기지는 말아라'라고 충고도 했다. 어떤 뉴스 기사에서는 최진실의 죽음을 놓고, 최진실이란 배우는 자기 자신을 사랑할 줄 모르고 인기에 연연했다고 하더라. 결국 그 기사대로라면 최진실이란 배우는 인기가 떨어지는 것이 너무 힘들어서 자살했다는 것밖에 안 된다. 그것은 최진실을 너무 몰라서 하는 말이다. 유가족으로서 그런 부분이 상처가 됐다.

이 토크 쇼의 진행자 박중훈은 영화 《나의 사랑 나의 신부》(1990년) 등에서 최진실과 호흡을 맞춘 배우이기도 했는데, 박중훈은 "진실 씨에게 '진실아, 넌 가장 행복할 때가 언제니?'라고 물은 적이 있는데, 진실 씨는 '오빠, 전 진영이가 잘 되는 거예요'라고 대답했다. 그 정도로 진실 씨는 진영 씨를 사랑했다"라는 말을 하면서 게스트 최진영에게 최진실의 마음을 전하기도 하였다.
최진영은 최진실 생전에도 누나를 도와 조카들의 양육에 힘을 썼고 최진실 사후에도 어머니와 함께 최진실의 두 자녀를 양육했다.
2010년 3월 29일, 최진영은 서울특별시 강남구 논현동의 자택에서 스스로 세상을 떠났다. 최진실에 대한 그리움, 연예계 활동과 관련된 부담감 등이 죽음에 이르게 했다는 의견이 있었다. 같은 해 7월, 최진실과 최진영은 갑산공원에 나란히 잠들 수 있도록 조치되었고, 각자의 비석에 새겨진 두 사람은 서로를 바라보며 웃고 있는 구도로 배치되었다.

### 최진실 사단
소위 '최진실 사단'은 배우 최진실, 코미디언 이영자, 모델 홍진경, 모델 이소라, 배우 엄정화, 배우 최화정, 코미디언 정선희 등이 참여하는, 연예계의 사적인 모임이다. 이들은 연예계 동료로서 서로의 활동에 조력자가 되었다. '최진실 사단'이라는 명칭은 이들의 친분이 방송을 통해 널리 알려지면서 언론에서 붙인 것이다.
최진실은 1990년대 초반에 코미디언 이영자가 진행하는 한 예능 프로그램에 출연한 것을 계기로, 이영자와 친분을 나누게 되었다. 또 최진실은 한 쇼 프로그램에서 노래를 불러야 했는데, 당시 MBC 합창단원 소속이었던 엄정화가 최진실의 노래를 도와 주게 되면서 이들은 친분을 쌓게 되었고, 그 인연으로 엄정화는 최진실과 계약을 맺고 있던 연예 매니저와 계약을 맺게 되고 연예인으로서 활동하는 전기(轉機)를 마련하게 되었다.
연기자 신애 또한 최진실과 매우 친했던 사이로 알려져 있으며, 최진실이 죽은 후 이듬해 신애는 연예계를 은퇴했다.
2008년 11월 19일, 유가족·친구·지인 등이 참석한 가운데 최진실의 사십구재가 기독교식으로 진행되었다. 이 자리에서 이영자는 "너무 죄송하고 죄스러워서 지금까지 아무 말도 못했다. 우리들이 지켜주지 못했다. 고인의 뜻을 받들어 이 사회에서 우리를 사랑으로 따뜻하게 대해 주신 모든 분들에게 힘이 되겠다"라고 말했다.
이듬해인 2009년 10월 2일, 최진실의 1주기 추모식이 있었다. 추모식에는 유가족, 친구, 지인 등과 함께 최진실의 두 자녀도 참석하였다. 이 자리에서 이영자는 "1년 동안 걱정해 주시고 안타까워 해주시고 남모르게 기도해주고 기억해 주신 모든 분들에게 감사하다. 저를 비롯한 친구들이 환희와 준희에게 엄마가 못하는 자리를 채워나가도록 하겠다"라고 말했다.

### 연출가 주철환과의 친분
최진실은 1990년에 대학생 퀴즈프로그램인 MBC 《퀴즈 아카데미》에 출연하였는데, 이를 계기로 주철환과 20여 년 동안 인연을 맺어왔다. 최진실은 《퀴즈 아카데미》 출연 제의를 받았을 때 처음에는 출연을 거절했었다. 왜냐하면 최종 학력이 고졸인 자신이 대학생들을 상대로 문제를 낸다는 것이 어색하다고 느꼈기 때문이다. 하지만 주철환의 설득으로 최진실은 《퀴즈 아카데미》 출연을 결정하게 되었고, 프로그램에 참가한 대학생들로부터 많은 호응을 받았다.
동생 최진영은 강원도 철원군에서 군 생활을 하였고 최진실은 군 복무 중인 최진영을 면회할 겸, 군인 대상 프로그램인 MBC《우정의 무대》에 출연하였는데, 총 네 번 이 프로그램에 출연하였다. 주철환은 동생 보러 가자며 출연을 권하곤 하였다.
2007년 12월, OBS가 개국하였고 주철환은 그 사장이 되었다. 2008년 3월, 주철환의 권유로 최진실은 토크 쇼 OBS 《최진실의 진실과 구라》의 진행자가 되었다. 이 토크 쇼는 방송인 김구라와 함께 진행을 맡았다. 주철환은 신생 방송사인 OBS를 살릴 콘텐츠를 찾다가 '최진실'이라는 카드를 생각하게 되었는데, 연예계 주류에서 최고의 자리에 있던 배우 '최진실'과 연예계 비주류에서 대중의 주목을 받기 시작한 희극 배우 '김구라'의 조합이 좋은 그림이 될 것이라고 보았다. 2008년 10월 4일, 주철환은 PD저널에 조시(弔詩) 《굿바이 캔디》를 기고했다. 주철환은 평소 최진실을 ‘캔디’라고 불렀다. 2008년 12월, 주철환은 《주철환의 사자성어》를 발간하였고 그 책머리에서 최진실을 추모하였다.

### 가수 MC몽과의 친분
2009년 7월, MC몽은 자신의 5집 정규 앨범에 최진실 추모곡인 《진실은 천국에서라도》를 수록하였다. 노래 첫머리에는 최진실의 사망에 대해 전 세계 언론들이 보도한 뉴스들을 삽입했다. 최진실은 스노보드를 타다가 MC몽과 친해졌고 MC몽에게 자신의 노래를 만들어 달라고 한 적이 있었다. 최진실은 MC몽의 모든 앨범을 구입했다.
MC몽은 공연과 방송 스케줄을 소화하느라 최진실의 빈소를 찾지 못했다. 2008년 10월 5일, MC몽은 자신의 미니홈피에 《내 가슴 속의 진실》이라는 제목으로 글을 올렸는데 이 글에서 최진실에 대한 안타까운 마음을 표현했다. MC몽은 2009년 연말 콘서트에서 최진실을 추모하는 시간을 마련했다.
최진실은 사망 전날, 친구 홍진경이 진행하는 라디오 방송에 MC몽의 노래 《I love you Oh Thank you》를 신청하였다.

### 사진작가 강영호와의 친분
강영호는 MBC 《나쁜 여자 착한 여자》(2007년)의 포스터 촬영을 맡았다. 그 때부터 최진실은 강영호와 친분을 나누었다. 그 후에도 강영호는 MBC 《내 생애 마지막 스캔들》(2008년)의 포스터 촬영을 맡기도 했다. 최진실은 강영호의 작품을 좋아했고, 강영호와 작업한 사진들 중 하나가 최진실의 영정 사진이 되었다.

## 멘토링

### 배우 이진성과의 인연
이진성은 MBC 《나쁜 여자 착한 여자》(2007년)에 출연하면서 최진실과 인연을 맺었다. 최진실은 이진성에게 선배 연기자로서 조언과 격려를 아끼지 않았고, 자신의 소속사인 <드림엔터박스> 관계자를 소개해 주기도 했다. 연예계 활동을 하면서 거짓 소문들에 시달렸고 그러면서 연예계 활동에 회의를 느꼈던 이진성은 《나쁜 여자 착한 여자》를 마지막으로 미국 유학을 떠났고, 2008년 10월에 최진실의 사망 소식을 듣고는 2년여 간의 미국 여행을 마치고 2009년 5월에 귀국했다. 2009년 7월, 이진성은 최진실과의 인연을 잊을 수 없었고, 함께 일해보자는 최진실의 매니저의 제안에 '그래서 누나가 생전 나한테 이 분을 소개시켜줬구나'란 생각으로 <드림엔터박스>와 인연을 맺고 다시금 연기자의 길에 들어서게 되었다.

### 배우 이태곤과의 인연
2002년, 이태곤은 최진실이 메인 모델인 현대해상 광고에 보험사 직원 역으로 출연하였다. 이태곤은 이 광고를 통해 브라운관에 데뷔하였다. 그로부터 8년 뒤, 이태곤은 MBC 일일 드라마 《황금물고기》(2010년)에 주연 배우로 출연하는 등 연기력과 경력을 인정받는 정상급 연기자가 되었다. 2010년 10월 20일, 이태곤은 MBC 《황금어장 - 무릎팍도사》에 출연해서 최진실과 광고 촬영을 하며 있었던 일화를 소개하였는데, "당시 무릎을 꿇은 채 촬영이 몇 시간째 이어졌는데 아프다는 말을 하지 못했다. 그런데 (최진실이) 먼저 '무릎 안 아파요? 아플 텐데'라며 스태프들에게 '무릎이 아픈데 연기를 어떻게 하느냐?'라고 말하며 촬영을 일시 중단시켰다. 그 분은 당시 톱스타였는데 무명 모델인 나를 먼저 챙겨주셨다. 또, '이렇게 하면 더 잘 나올 텐데'라고 연기 조언까지 해주셨다"라고 말하며 최진실에 대한 고마움을 나타냈다.

### 배우 정선경과의 인연
정선경은 영화 《엄마에게 애인이 생겼어요!》(1995년)에 출연하면서 최진실과 인연을 맺었다. 최진실은 정선경이 영화에서 TV 드라마로 자리를 옮길 때, 정선경의 입장이 되어 함께 고민해주고, "앞으로 오랫동안 활동하려면 꼭 드라마를 해야 한다"라고 말하며 TV 드라마 쪽으로의 진로 모색을 정선경에게 적극적으로 권하였다. 이후 정선경은 영화와 TV 드라마 양쪽 영역에서 배우로서 입지를 다져나갔다.

### 배우 남궁민과의 인연
남궁민은 자동차 광고에 최진실과 함께 출연하면서 최진실과 인연을 맺었다. 최진실은 매니저 없이 활동하는 남궁민을 안타깝게 여겼고 이에 남궁민에게 매니저를 소개해 주었는데, 그 매니저를 통해 남궁민은 SBS 시트콤 《대박가족》(2002년)에 출연하는 기회를 얻어 연기자로서 데뷔하게 되고 대중에게 얼굴과 이름을 알리게 되었다.

## 연예계 데뷔
최진실은 MBC 특채 배우가 되기 전에 KBS 탤런트 공채 시험에 합격한 적이 있다. 하지만 최진실의 어머니 정옥숙은 딸의 연예계 진출을 반대하였고 이에 최진실은 배우에의 꿈을 접어야 했다. 이후 연예계 진출에 대한 뜻을 포기할 수 없었던 최진실은 가족들을 설득하는 데 성공하였고, 동생 최진영은 최진실의 프로필 사진 등을 광고계에 돌리며 홍보 활동을 하였고, 그러면서 최진실은 광고에 출연할 기회를 얻게 되었으며, 결국 전속 모델까지 되면서 연예계에 데뷔하게 되었다. 연예계 진출에 대한 최진실의 의지를 꺾을 수 없다는 것을 안 정옥숙은, 이후 최진실의 매니저 역할을 하며 최진실의 연예 활동을 지원하게 되었다.

### 스토리텔링
최진실 본인이 연재한 스토리텔링은 다음과 같다.(1990년 6월 3일 ~ 1990년 7월 4일, 총 26회, 일간스포츠 19면 연재)
1. 1회 1990년 6월 3일 일요일
2. 2회 1990년 6월 4일 월요일
3. 3회 1990년 6월 6일 수요일
4. 4회 1990년 6월 7일 목요일
5. 5회 1990년 6월 8일 금요일
6. 6회 1990년 6월 10일 일요일
7. 7회 1990년 6월 11일 월요일
8. 8회 1990년 6월 13일 수요일
9. 9회 1990년 6월 14일 목요일
10. 10회 1990년 6월 15일 금요일
11. 11회 1990년 6월 16일 토요일
12. 12회 1990년 6월 17일 일요일
13. 13회 1990년 6월 18일 월요일
14. 14회 1990년 6월 20일 수요일
15. 15회 1990년 6월 21일 목요일
16. 16회 1990년 6월 22일 금요일
17. 17회 1990년 6월 23일 토요일
18. 18회 1990년 6월 24일 일요일
19. 19회 1990년 6월 25일 월요일
20. 20회 1990년 6월 27일 수요일
21. 21회 1990년 6월 28일 목요일
22. 22회 1990년 6월 29일 금요일
23. 23회 1990년 6월 30일 토요일
24. 24회 1990년 7월 1일 일요일
25. 25회 1990년 7월 2일 월요일
26. 26회 1990년 7월 4일 수요일

스포츠한국에는 총 12회로 엮여서 다음과 같은 제목으로 연재되었다.
1. 추억이 어린 곳, 삼송리
2. 어려웠던 시절
3. "남자는 여자하기 나름이에요"
4. "남편 사랑은 가끔 확인해 봐야 해요"
5. 연기 활동 시작
6. 불에 타죽을 뻔한 작품 <시진읍>
7. 연속 캐스팅으로 방송국 내에서 '파문'
8. 영화 <남부군
9. 영화 촬영장에서 생긴 일
10. 여행 도중 교통사고
11. 액션 영화 <꼭지딴>에 출연
12. '노력'이라는 단어를 되새기며

## 모순적 환경
최진실은 내적·외적으로 모순적 환경 속에 놓여 있었는데, 20여 년 동안 연예계 생활을 하면서 직업 활동을 쉰 해가 없을 정도로 자신의 직업에 충실하였지만 몸은 약한 편이었고, 연예인으로서 톱스타의 삶을 살았지만 연예인은 허위사실유포 행위에 취약한 직업이었다. 2008년 6월에는 인터넷상에서 백여 개의 명의 도용도 겪은 바 있다.
2008년 10월 6일, 1993년부터 15년 동안 최진실과 인연을 맺어왔던 데일리서프라이즈 편집국장 이석원은 "최진실은 몸이 유난히 약했다. TV 드라마나 영화를 마친 후엔 반드시 병원에 한동안 입원해 있었다. 데뷔 후 단 한 순간도 톱스타가 아닌 삶을 산 적이 없었기에 그에 대한 모함과 억지는 늘 대중매체의 단골 메뉴였고, 그것이 애증이라는 이름으로 덧칠됐어도 숱한 위기와 고통 속에 그는 20년을 살아왔다. 자신을 향해 악성 댓글을 쓰는 사람까지도 이해하고 아끼려고 애썼다. 최진실은 강한 사람, 강한 배우였다"라고 말했다.
정신건강의학과 전문의 정혜신은 "인터넷 루머는 기존의 '소문'과 달리 그 양과 질이 비교할 수 없을 정도로 압도적이다. 루머의 내용이 직접적이고 구체적이어서 한 인간으로서 정신적으로 감당할 수 있는 한계를 넘어선다. 연예인은 '나'는 없고 '너'가 주는 평가와 이미지를 자신과 동일시하면서 산다. '존재하기 위해 가져야 할 기반'이 없는 정신건강상 취약한 직업이다. 최진실의 자살을 통해 우리 사회가 반성하고 성찰해야 할 많은 함의를 찾을 수 있다"라고 말했다.
2008년 4월 1일, 드라마 《내 생애 마지막 스캔들》과 토크 쇼 《최진실의 진실과 구라》에 출연 중이었던 최진실은 《최진실의 진실과 구라》 촬영장으로 향하던 중 갑작스럽게 현기증과 구토 증세를 보이다가 실신해 응급 처치를 받았다. 2008년 7월 7일, 광고 촬영 도중 요통으로 응급실로 실려갔다. 최진실은 평소 요통에 시달려왔는데, 광고 촬영 중에 점프하는 연기 등을 하다가 요통이 발병했던 것이다. 2008년 9월 8일, 안재환 시신 안치 병원에 노컷뉴스 방송연예팀장 김대오와 달려가는 도중에 최진실이 주저앉는 모습이 기자의 카메라에 잡혀 그 사진이 배우 안재환 사망 관련 기사에 실렸고 이 사진은 포털 사이트 다음의 메인 화면에 오르기도 하였다.

## 의사소통 난맥상
의사소통 난맥상은 대개 기자들이 조장했다. 최진실의 사회적 권위를 추락시키려고 혈안이 되었던 사람들을 간추리면 다음과 같다. 이 사람들은 조성민과 한패가 되어 그 행각을 도모했다는 특징이 있다.
- 기자
  - 강일홍
  - 김범석
  - 김대오
  - 김도형
  - 서병기
  - 황호택
  - 송원섭
  - 신민섭
  - 백은영
  - 백현주
  - 배국남
  - 하은정
  - 유재순
  - 김갑식
  - 홍성록[516]
  - 조연수
  - 박동희[517]
- 방송인
  - 김구라[518][519]
  - 최동철[520]
- 대학교수
  - 주철환
- 텔레비전 드라마 연출가
  - 김종창
- 시인
  - 김갑수
- 문학평론가
  - 최강민
- 팝칼럼니스트
  - 김태훈[521]
- 연예매니저
  - 박성혜
- 법관
  - 조해섭
  - 박시환
  - 이대경
- 논객
  - 김동렬
- 배우
  - 김형자[522]
- 야구감독
  - 김인식[523]
  - 김경문[524]
- 참고로 여론조작 대표주자 조성민의 여론조작 일지는 다음과 같다.
  - 2002년 12월 18일
  - 2003년 10월 23일
  - 2004년 8월 1일
  - 2008년 10월 1일
  - 2010년 10월 9일[525]

이 외에도 강지원, 김선주, 주진우 등도 개념 없는 행동을 하며 이 행각에 힘을 보탰다. 이 세 명은 피해자 편에 선 것처럼 행동하면서 피해자 흠집내기를 한 특징이 있다.

### 언론과 최진실
연예인은 보통 언론이라는 매개체를 통해 대중과 소통한다. 연예 언론은 '개인적 복수의 칼'로서 역할하는 경우도 있었다. 연예인에게 언론은 양날의 칼이었다. 최진실 또한 그것을 잘 알고 있었다. 20여 년 동안 연예계 정상의 자리에 있던 최진실은 늘 언론의 추적에 시달렸다. 기자들 중에는 최진실에 대한 혐오(hate speech) 세력의 구성원도 상당수 있었는데, 일요신문 기자 신민섭이 대표적인 예였고 이는 최진실 사망 직후 본인이 자백한 일이다. 최진실과 관련하여 헤럴드경제 기자 서병기, 일간스포츠 기자 김범석 등도 주목할만한 기사를 쓴 바 있다. 더불어 여성조선 기자 백은영, 우먼센스 기자 하은정 등도 2008년 10월호 잡지를 통해 존재감을 드러냈다. 언론인 김선주, 동아일보 수석논설위원 황호택 또한 최진실 사망 후 최진실에 대해 자기 투사를 담은 칼럼을 써서 자신들의 지적 수준을 보여주는 해석을 내놓았는데, 이 둘에 따르면 최진실은 성욕으로 인해 사리분별력을 잃은 사람이었다. 이와 더불어 재일 언론인 유재순은 2003년 1월 5일 일요신문을 통해 최진실에 대한 자신의 적개심을 표현한 것은 물론이고 최진실에 대한 검증되지 않은 내용을 담은 글을 유포하였다. 한겨레의 선임기자 김도형도 2004년 6월 25일에는 한겨레를 통해, 2011년 3월 9일에는 본인 블로그를 통해 존재감을 드러냈다. 2015년에 발간된 책에서 문학평론가 최강민은 혐오 세력들의 정신 세계를 단적으로 드러내주는 글을 썼는데, 멀쩡한 사람을 죽음으로 몰고간 대한민국 사회의 모순을 짚는 게 아니라 피해자 보관됨 2016-06-24 - 웨이백 머신 최진실에게서 문제의 원인을 찾고자 '버려짐의 트라우마'라는 용어를 써가며 마른 수건 쥐어짜듯 최선을 다하였다. 2016년 8월 이투데이 기자 배국남은 전혀 다른 상황에 최진실을 끌어들이기도 하였다.
 2016년 10월 THE FACT 기자 강일홍은 사실관계가 모두 규명된 사안에 대해 마치 규명되지 않은 것처럼 말하며 최진실이 허위사실유포자였던 것처럼 여론조작을 했다. 이처럼 기자들의 관음증적 놀이에 사건의 본질은 은폐되었고, 혐오 세력에 해당되는 언론인들은 고차방정식을 세워 풀어야 할 사안에 대해 일차방정식을 세워 풀면서 틀린 답을 대중에게 세뇌시켰다.
최진실의 어머니 정옥숙은 자신의 저서 《엄마가, 미안해 그리고 사랑해》(2011년)에서 "언론은 임신한 사람을, 아이 어머니를 배려하지 않았다"라고 지적하며 기자들의 윤리 의식에 의구심을 표현했다. 최진실은 2002년 12월 18일 임신 8개월 상태였는데, 조성민의 1차 여론조작 직후부터 기자들이 최진실의 집 앞에 진을 치고 있어서 최진실은 정기 검진을 받는 날 외에는 거의 집에 갇혀 있어야 했고, 사생활을 생중계하는 듯한 선정적이고 무분별한 기사에 고통을 겪기도 하였다. 최진실은 2002년 12월부터 2004년 8월까지 허위사실이나 사실 왜곡을 바로잡기 위해 반박성·해명성 인터뷰를 하거나 법적 조치를 취하기도 하였는데, 이는 사생활이 더 이상 세상에 알려지고 왜곡되는 것을 막겠다는 취지였다. 그 법적 조치의 대상에는 언론 보관됨 2016-09-16 - 웨이백 머신도 포함되어 있었다. 인터뷰를 자청하여 허위사실을 유포한 자가 있었고 그 인터뷰를 진행한 기자는 그 유포 내용을 그대로 받아적어 기사화하였는데, 이는 기자가 허위사실유포 행위에 동참한 것이면서 허위사실 유포자와 기자 모두 이혼은 혼인 당사자와 국가가 해결봐야 하는 사안이라는 사실을 망각한 행위이기도 하였다. 이런 허위사실유포 행위에 방송사도 동참했는데, 이를 통해 허위사실은 활자와 영상을 통해 널리 퍼져 나갔고, 거의 전 국민적인 인지도를 가진 최진실이 받은 타격은 상당히 컸으며, 훗날 최진실은 이 때의 상황에 대해 "국민을 '배심원'으로 앉혀놓고 2~3년간 이혼 문제로 시끄럽게 떠들었다. 그 과정에서 치부를 생생하게 보여줘 나도 아이들도 치명적인 상처를 입었다"라고 말하기도 하였다. 이 말에서 '이혼'은 '조성민의 이혼'이라는 게 정확한 표현이다. 조성민의 이혼 타령 기사에 최진실 이름이 거론된 것뿐이다. 왜냐하면 최진실은 그 기간 동안 '혼인유지' 입장을 견지했기 때문이다. 또 '치부'란 '조성민의 추악한 실체'를 의미한다. 조성민은 그 기간 동안 추악한 실체를 드러내며 최진실, 최환희, 최준희의 명예를 훼손했다. 그 당시 언론 상황에 대해 연출가 정길화는 "IT 강국 한국의 인터넷과 난립한 연예 저널리즘은 그 모든 상황을 거의 실시간으로 중계했다"라고 표현했다. 기자 주진우는 "최진실은 귀엽고 발랄한 여성의 대명사였다. 이혼 때문에 깔끔한 이미지가 손상되면서 최진실은 나락에 떨어졌다. 연예계에서 그를 찾는 곳은 아무 데도 없었다. 2004년에 MBC의 한 국장은 '최진실은 끝났다. 귀엽고 발랄함으로 떠오르던 최진실이 이제는 가정폭력과 이혼의 대명사 보관됨 2016-06-24 - 웨이백 머신가 되었는데, 최진실을 어디에다 쓰겠는가'라고 말했다"라고 말했다. 이는 가정폭력이라는 범죄 행위의 피해자에게 오히려 그 운신의 폭을 제한하는 대한민국 방송계의 인식 수준을 단적으로 보여주는 것이었고, 결혼을 하면 이혼할 가능성은 늘 있는데, 합법적인 행위인 이혼을 했다는 이유로 사회활동을 제한받을 수 있다는 사회 분위기를 드러내는 것이기도 하였다. 더구나 최진실은 그들이 원하는 대로 '혼인유지' 입장을 견지했었다. 폭력범이 유명인을 상대로 대놓고 폭력 행위를 저지른 것은 이런 사회 분위기와 무관하지 않고 이런 사회 분위기는 오히려 가정폭력을 조장하는 면이 없지 않았는데, 최진실은 2002년부터 2004년까지 알려진 것만으로도 같은 가해자로부터 두 번의 가정폭력 행위를 당했었고, 첫 번째 폭력 행위는 임신 중에 당한 것이기 때문에 태아도 그 행위의 피해자였다. 2002년부터 2004년까지 최진실은 민사상·형사상 피해자였지만, 위법행위의 객관적인 사실관계 전달이 아니라 흥미 위주 '가십'으로 팔아먹는 일부 언론의 '상혼' 등으로 이중으로 고통을 받아야 했다. 이를 통해 대한민국의 추악한 이면이 적나라하게 드러났다.

- 언론과 관련된 언급

2003년 10월 23일에 조성민이 언론에 공개한 이혼합의서라는 것도 초안일 뿐, 그 어떤 것도 결정되지 않은 상황에서 '신문사에 문건을 팩스로 보냈다'는 얘기를 들었을 때에는 더 이상 참을 이유가 없었다. 더 이상 참지 않겠다. 조성민을 상대로 모든 법적 수단을 동원해 엄격히 대응하겠다. 이렇게까지 하고 싶지는 않았다. 그러나 조성민은 이혼합의서 초안을 공개하기 전에도 마치 내가 돈 때문에 이혼문제를 결정하지 못하고 있는 양 10억 원, 13억 원 등 위자료 금액을 임의대로 발설해 치명적인 상처를 줬다. 이혼문제와 관련하여 지극히 개인적인 사생활을 언론에 유포한 조성민에 대해서뿐만 아니라 위기에 처한 부부의 사생활문제를 끊임없이 화제 기사로 다뤄온 모든 스포츠신문들의 보도 행태에 분노를 느낀다.

있는 그대로 잘 써주세요. 말초신경을 자극하는 기사를 쓰면, 이 인터뷰로 끝나는 게 아니라 연예를 다루는 일간지, 주간지들이 베끼니까요. 그래서 제가 그동안 인터뷰를 피했어요. 지금 저 말고도 이렇게 살아가는 '싱글맘' 여성들이 많으니까 그 분들이 위로를 받고 힘을 낼 수 있게 써주세요.

### 대중과 최진실
연예인과 대중 사이에는 보이지 않는 벽이 존재한다. 연예인은 대중에 대해 '슬퍼도 웃고 기뻐도 울 수 있는 존재'이고, 대중은 연예인에 대해 '오늘은 좋아했다가 내일은 싫어할 수 있는 존재'이다. 최진실 또한 그것을 잘 알고 있었다. 20여 년 동안 연예계 정상의 자리에 있던 최진실은 늘 대중의 집요한 관심에 시달렸다. 그 관심의 극단적인 예가 시도때도 없이 나도는 근거 없는 소문이었다. 이러한 허위사실유포 행위는 최진실과 대중 사이의 견고한 신뢰 관계를 깨려는 이간책(離間策) 전술이었다.
《최진실의 진실과 구라》에서 함께 진행을 맡았던 김구라는 무명 시절 유명 연예인들을 대상으로 독설을 퍼붓는 컨셉으로 인터넷 방송에서 활동했던 전적으로 연예계에서 유명한 인물이었고 이후 본인이 유명인이 되어서는 그걸 수습하느라 진땀을 뺐던 방송인이었는데, 최진실은 이러한 김구라의 행보에 대해 대중의 입장에 서서 연예인을 비판한 것일 수 있다고 말하며 그 의미를 짚었다.
2008년 9월, 코미디언 정선희의 남편인 배우 안재환이 사망하는 사건이 발생했고 이 사건은 언론의 주목을 받았다. 이 사건을 접한 최진실은 크게 슬퍼하였고 정선희의 곁을 지켰다. 대중은 언론을 통해 최진실의 이런 모습을 지켜보았다. 최진실의 어머니 정옥숙은, 없는 일도 만들어내는 것이 세상 사람들이니 정선희를 적극적으로 도우려는 최진실에게 그 행동을 자제할 것을 주문하였다. 하지만 최진실은 그 말에 개의치 않았다. 어느덧 정옥숙의 우려는 현실이 되었다. 안재환의 죽음에 최진실이 연루되었다는 허위사실이 인터넷상에 유포되었던 것이다. 이와 관련하여 언론 또한 일이 커지는 데 일조하였는데, 인터넷상에 유포된 근거 없는 이야기들을 그대로 특종으로 실었던 것이다. 더욱이 최진실은 20여 년 동안 연예계 생활을 하면서 크고 작게 허위사실 유포를 겪었는데, 과거의 거짓 소문들까지 인터넷상에서 모두 수면 위로 떠올라 근거 없는 소문이 눈덩이처럼 불어나 최진실을 강타했다. 또, 사람들은 정옥숙을 두고 '소설'을 쓰는 일도 서슴지 않았다. 이 '소설'은 그냥 소설로 그치는 것이 아니라, 정옥숙은 현실 속에서 그 피해를 겪어야 했다. 정옥숙은 자신을 두고 수군거리는 사람들을 목격했던 것이다. 그 당시 상황에 대해 정옥숙은 자신의 저서 《엄마가, 미안해 그리고 사랑해》(2011년)에서 "얼굴을 못 들 정도로 모멸감을 느꼈다"라고 밝혔다. 최진실은 자신은 물론 가족들까지 감옥 아닌 감옥 생활을 하는 일을 겪었던 것이다. 그 당시 최진실의 동생은 연예인이었고, 최진실의 아들은 초등학생이었으며, 최진실의 딸은 유치원생이었기 때문에 최진실의 심적 부담은 상당했다. 최진실은 정옥숙에게 "나 헛살았나봐. 나는 완전히 왕따야. 누구 하나 정말 진심으로 나를 생각해주는 사람이 없네. 그 동안 잘못 산 거야. 최진실은 돈 빌려준 적 없다고 한 마디만 해줬다면, 그 한 마디만 누가 해줬다면, 누구 한 명이라도 나를 아는 사람 그 누구라도…"라는 말을 하며 연예계 내부의 적폐를 짚었다. 2004년 최진실에 대해 인격살인한 전적이 있는 주철환 등이 입을 다물고 있었던 것은 최진실을 물어뜯고 싶은 걸 참고 있었다는 뜻이기도 하고 혹은 상황을 지켜보다가 최진실을 물어뜯으려고 한 순간 최진실이 죽어버렸다는 뜻이기도 했다. 2008년 10월 1일 조성민의 발호는 이런 추측을 가능하게 하였다. 최진실 사망 이틀 후 주철환이 PD저널에 조시를 기고한 것은 시사하는 바가 컸다. 결국, 근거 없는 소문은 최진실을 죽음에 이르게 하였다. 경찰청 프로파일러 출신 대한민국 내 최초 심리 부검 전문가 서종한은 자살과 관련된 직접적 요인과 추가적 위험 요인에 따라 위험도를 분류하여 '고위험군 분류 프레임워크'를 만들어냈는데, 최진실은 필수 위험 요인('죽고 싶다', '아이들을 부탁한다') + 추가적 위험 요인 4개 이상(악성 댓글, 불면증, 이혼, 부부폭력, 우울증, 자살자 경험 등)에 의거해 고위험군에 속했다고 설명했다.
- 대중과 관련된 언급

정말 밉고 힘들다. 쫓아가서 때려주고도 싶다. 청소년이라면 그 부모를 찾아가서 길거리에 발가벗겨 놓고 창피를 주고 싶다. 하지만 그들이 정말 날 미워만 했을까? 늘 욕만 했을까? 아닐 거야. 때론 나를 보고 즐거워도 했을 거고, 또 행복해 하기도 했을 거야. 그러다가 미워하기도 하고 욕도 했겠지. 그리고 무엇보다도, 나를 욕하는 이들보다, 나를 모함하는 이들보다 나를 사랑하고 아껴주는 이들이 훨씬 많은 것은 사실이잖아. 대한민국에서 가장 많은 사람들이 나를 좋아하는데, 몇 명이 날 욕한다고 대수겠어?

저에게는 두 아이가 있고 제 이름과도 같은 '진실'이 있습니다. 지금 당장은 아니더라도 그 진실은 제가 죽어서라도 세상 모든 사람들이 알아줄 것이라고 믿고, 이제는 당당히 세상과 맞서 열심히 살 것입니다. — MBC 《장미의 전쟁》(2004년)으로 활동 복귀를 앞둔 무렵

### 기타
2002년부터 2004년 사이에 최진실에 대한 인격 살인 행각은 조직적으로 펼쳐졌다. 이 인격 살인 행각에 최진실과 친분도 있고 MBC 연출가 출신이기도 했던 주철환도 가담했다는 사실은 문제의 심각성을 말해 주었다.
이화여자대학교 언론홍보영상학부 교수 주철환은 MBC 《장미의 전쟁》(2004년)의 흥행 저조에 대해 "팬들은 솔직한 최진실을 원했지만 그는 옛날 이미지를 벗어나지 않으려 했다"고 말했다. 주철환은 최진실의 연기를 두고 '캐릭터의 다양화'가 아니라 '솔직' 운운 하는 인격권 침해의 말을 하였는데, 최진실이 연기에 임함에 있어 '솔직하지 못했다'는 객관적 증거를 제시한 적도 없었다. 또 최진실은 이전에 산부인과 의사 역할을 맡은 적도 없었다. 즉 이것 자체만으로도 새로운 모습이었다.
최진실은 《장밋빛 인생》(2005년)에 출연할 때에도 이런 식의 불합리한 저항을 겪어야 했다. 《장밋빛 인생》의 연출가는 김종창이었고 김종창은 자신의 배우자 또한 그런 저항 세력 중 하나였음을 밝혔었다. 동아일보 기자 김갑식은 '안티최진실카페' 회원의 최진실에 대한 공격을 그대로 기사로 유포했고, 매니지먼트사 '싸이더스HQ' 본부장 박성혜는 최진실에 대해 '고상(高尙)' 운운 하는 만행을 저질렀으며, 최진실이 이런 인격 살인 행각을 극복하고 《장밋빛 인생》을 성공시키며 상승 모멘텀을 구축하니 이에 대해 마이데일리 기자 배국남은 비아냥대는 기사를 쓰며 최진실을 짓밟았다.
서프라이즈 논객 출신 김동렬도 최진실을 짓밟는 데 앞장섰다. 최진실이 '이혼하지 않는다'고 한 데에는 합리적 이유가 충분한데 그것을 자기 멋대로 해석해서 망상을 늘어놓으며 진보 정치 세력이 최진실을 비하하고 공격하는 데 기여했다.

## 명예훼손수사
2008년 9월 8일, 코미디언 정선희의 남편인 배우 안재환이 자신의 승용차에서 숨진 채 발견되었다. 경찰 조사 결과에 따르면 안재환의 사인은 자살로 밝혀졌다. 이후 최진실은 "최진실이 안재환을 대상으로 사채업을 했다"라는 거짓 소문에 시달렸다. 이에 대해 최진실은 2008년 9월 20일까지도 가볍게 넘기다가 인터넷상의 여론이 심각하게 흘러가는 것을 지켜보면서 2008년 9월 21일 입장 변화를 보였고, 이후 "연예인으로 살다보면 어느 정도의 루머를 감수하며 살아가야 하지만, 이번 사건은 안재환 씨의 유가족과 친구 정선희도 너무나 큰 상처를 입었기 때문에 그냥 넘길 수 있는 사안이 아니다"라고 말하며 강경한 입장을 표명했다.
2008년 9월 22일, 최진실은 사이버테러대응센터에 이 사건을 의뢰했다. 인터넷상에서 해당 거짓 소문이 확대되면서 각종 포털 사이트에 2008년 9월 22일 하루 동안 최진실의 '연관 검색어'로 '안재환'과 '사채'가 언급되는 것을 지켜본 최진실의 소속사는 해당 포털 사이트에 해당 게시물을 삭제해줄 것을 요청하였고, 이후 최진실의 '연관 검색어'에서 '사채'라는 용어는 빠졌다. 이에 대해 최진실의 소속사는 "비슷한 피해자가 나타나는 것을 막기 위해서라도 적극적인 조치를 취하게 됐다"라고 설명했다. 2008년 9월 28일, 증권사 직원 백 모 씨(여·25세)가 경찰에 출두해 피의자 진술을 하였고, 최진실은 그 날 저녁 백 모 씨로부터 선처를 요구하는 전화를 받았다. 이에 최진실은 백 모 씨가 자신의 연락처를 알아낸 점과 당당하게 선처를 요구하는 태도에서 심한 두려움과 모멸감을 느꼈다. 그 후에도 계속된 백 모 씨의 일방적인 전화에 대해 최진실은 친구인 퀸의 김재우 기자에게 '악마의 전화'라고 표현했다. 그럼에도 불구하고 최진실은 백 모 씨가 최초 유포자를 알려줄지도 모른다는 생각에 그 전화를 받았다. 2008년 9월 29일, 서울 서초경찰서 사이버범죄 수사팀은 허위사실을 유포한 혐의로 백 모 씨를 입건했다.
2008년 9월 30일, 최진실은 김재우 기자에게 다음과 같이 말했다.
사채설 유포자가 잡혔으니 이제는 사람들이 내 진실을 믿어줄 줄 알았어. 그런데 토론 게시판에서 내 이야기에 서로 찬반양론을 펼치는데, 아직도 내가 안재환을 죽음으로 몰고 간 악덕 사채업자로 그대로 묵인하는 사람들이 많더라. 나 너무 떨려. 이대로 가다간 정말 죽을 것 같아. 죽으면 내 진실을 믿어줄까. 내 이름은 ‘최진실’인데, 사람들은 나를 ‘최가식’이라고 부르네. 너무도 슬픈 일이지 않니? 환희, 준희에게는 미안하지만 세상 사람들의 손가락질을 받는 어머니보단 죽어서 진실이 밝혀진 어머니가 낫지 않을까.

경찰 조사 결과, 허위사실유포의 근원지는 증권가 사설 정보지인 것으로 밝혀졌다. 경찰은 기술적인 문제로 최초 유포자는 찾아내지 못했다. 미지의 인물이 대한민국 대통령실 경호처 경호과장 출처라면서 최진실이 악덕 사채업자라는 소설을 작성했고, 그것을 쪽지 형태로 백 모 씨 등에게 보냈으며, 백 모 씨 등은 이 쪽지를 150여 명에게 재전송했다. 경찰 조사에서 백 모 씨 등은 이 쪽지를 보낸 사람을 기억하지 못한다고 했고, 경찰이 백 모 씨 등의 컴퓨터를 조사했지만 저장된 내용이 없어서 최초 유포자는 잡지 못했다.
2008년 10월 8일, 국외에 서버를 두고 있는 사이트를 통해 백 모 씨의 신분이 노출되면서 백 모 씨의 싸이월드 '미니홈피'는 네티즌들로부터 공격을 받았다. 2008년 10월 13일, 백 모 씨는 증권회사를 사직했다.
2009년 6월 16일, 1심 법원은 '정보통신망 이용촉진 및 정보보호법상 명예훼손 혐의'로 기소된 백 모 씨(여·25세)와 증권사 직원 백 모 씨(남·35세)에게 징역형 10개월, 집행유예 2년, 사회봉사 120시간을 각각 선고하였다. 1심 재판부는 "피고인들이 허위사실인지 몰랐고, 비방할 목적이 없었다고 주장하지만, 사건 당시 피고인들은 충분히 이 사건 내용이 허위사실임을 인지했고, 비방 목적으로 인터넷에 글을 올린 것으로 보인다"라고 밝혔다. 이에 징역형이 확정되면 해직 대상이 되는 백 모 씨(남·35세)는 항소를 하였다. 2009년 12월 10일, 2심 법원은 백 모 씨(남·35세)에게 벌금 4천만 원을 선고하였다.
항소심 최완주 부장판사는 '충격적인 사실! 최진실, 안재환 사채 관련 의혹'이라는 제목의 쪽지를 인터넷 메신저로 100여 명에게 유포한 백 모 씨(남·35세)에게 벌금형에 그친 선고를 한 이유에 대해 "최진실 씨의 명예를 심각하게 훼손하는 내용을 확인 없이 재전송해 죄질이 가볍지 않다. 백 씨가 깊이 반성한다. 쪽지를 최초에 작성한 사람이 밝혀지지 않았고, 언론을 통해 확대된 점 등에서 최진실 씨에 대한 명예훼손 외에 최진실 씨의 자살에 대한 결과까지 책임을 지울 수는 없다"라고 설명했다.
최진실의 사망 후에도 최진실의 '미니홈피'는 열려있었다. 2010년 7월, 최진실의 딸 최준희가 최진실의 '미니홈피'에 "엄마 사랑하고 지켜봐"라는 일촌평을 남겼는데, 며칠 후 이것이 기사화되면서 하루 만에 30여 만 명이 최준희의 '미니홈피'를 방문하였고 3천여 명이 응원 메시지를 남겼다.
- 허위사실유포와 관련된 언급

Error: No text given for quotation (or equals sign used in the actual argument to an unnamed parameter)

그동안 많은 부분에서 욕심을 버렸다고 생각했는데, 더 비우고 더 몸을 낮추라고 하니 내가 어디까지 자존심을 버려야 할까. 행복했던 시절, 그 행복이 당연하다며 오만했던 시절이 지금은 너무도 그립다. 이 고통은 아무도 몰라. 그냥 최진실이 누렸던 모든 것을 한순간에 놓고 싶을 정도로 너무도 아파 미치겠어. — 사망 이틀 전인 2008년 9월 30일 친구 김재우에게 한 말

## 여성학과의 만남
2004년 8월 1일, 조성민은 최진실의 자택을 찾아가 최진실을 폭행하였고, 이에 신고를 받고 출동한 경찰에 현행범으로 체포되었는데, 조성민은 이 사건에 대해 쌍방 폭행이라고 주장하였다. 이후 최진실은 자신의 멍든 얼굴과 파손된 집안 내부 등을 언론에 공개하였다.
그 후 최진실과 광고 계약을 했던 종합 건설회사인 신한이 최진실을 상대로 30억 원 가량의 손해배상청구소송을 제기하였다. 최진실은 2004년 3월에 아파트 광고 모델로서 신한과 계약을 맺었었다. 이 소송과 관련하여 신한의 소장에는 '이 아파트에 들어가면 멀쩡한 부부도 갈라서겠다'는 구절이 명시되어 있었다. 2004년 11월 24일, 최진실은 여성신문과의 인터뷰에서 이 사건에 대해 '이혼녀에 대한 편견과 차별에 의한 여성인권 침해'라고 규정하였고 여성운동단체와 연대하겠다는 의사를 밝혔다. 최진실은 이 인터뷰에서 "이번 사건으로 인해 이혼녀가 '사회적 명예가 실추된 사람', '사생활 관리를 못한 사람'이라는 '주홍글씨' 선례를 남기지 않게 최선을 다해 대응하겠다. (신한이 내게 소송을 건 이유로 미루어보아) 그렇다면 신한은 이혼녀에겐 아예 아파트 분양 자격을 주지 말아야 하는 것 아닌가. 이번 사건을 통해 '여성'으로서의 아픔을 절감했다. 여성인권 향상을 위해 애쓰는 여성운동단체들이 내 도움을 필요로 한다면 언제든 돕고 싶다"라고 말했다.
이 사건과 관련하여 민변 여성복지위원장 진선미 변호사는 "연예인의 CF 계약은 일명 '노예계약'이라지만, 이번 사안처럼 이혼을 최대 귀책사유로 보는 것은 정말 비인간적·반인권적이다"라고 말했다. 수년간 한국여성의전화 대표를 역임했던 신혜수 유엔 여성 차별 철폐 위원회 부위원장은 "(신한의 소송은) 정말 시대착오적 발상이다. 최진실 씨가 양육권 확보를 위해 최선을 다한 점 등을 감안한다면 오히려 회사 측은 최진실 씨를 자신의 정당한 권리를 당당하게 방어한 적극적 여성 이미지로 활용할 수도 있지 않았겠느냐. 최진실 씨의 사건이 잘 매듭지어져서 대중 여성의식을 고양시키는 좋은 계기가 되길 바란다"라고 말했다.
이 사건을 계기로 최진실은 여성·청소년 문제에 관심이 많은 법호사 강지원과 교류하게 되었고, 그 인연으로 여성학자 오한숙희와도 교류하게 되었으며, 여성학 관련 서적도 읽게 되었다. 오한숙희는 "최진실은 서점에서 내 책을 두어 권 구해 읽었노라고 했다. 최진실은 똑똑했다. 내 책의 내용과 논지를 정확히 이해하고 있었다. 최진실은 자신이 세상을 잘 몰랐다고, 그저 자신만 열심히 살면 되는 줄 알았다고 했다"라고 말했다. 강지원은 이 사건의 무료 변론을 맡아 최진실을 지원하였고, 최진실의 사망 후에는 최진실의 자녀들을 위해 변론을 했는데, 이 법정공방은 2010년 2월 9일에 마무리되었다.
2004년 12월 21일, '여성 문화예술인의 인권에 관한 토론회'가 '문화세상 이프토피아'와 '여성문화예술기획' 주최로 열렸다. 여성신문 박이은경 편집국장은 '여성 문화예술인의 사생활에 관한 보도 실태'라는 주제 발표에서 "1990년대 말에는 여성 연예인의 섹스 비디오 사건이, 2000년대 들어서는 여성 연예인의 가정폭력 사건이 이슈로 떠올랐다. 관련 사건이 알려지면 공인이라는 굴레 때문에 영원히 피해자로 남거나 스타에서 추락하는 극단적 결과만 남는다. 최진실 씨는 앞으로 여성운동계와 연대하겠다는 뜻을 밝혔다"라고 말했다. 오한숙희는 "이혼이나 가정폭력으로 고민하는 많은 여성들에게 최진실 씨 사건이 어떻게 다뤄지는가는 매우 중요하다. 최진실 씨 피소 사건이 부당하다는 내용의 서명 운동을 펼치겠다. 최진실 씨가 이번 사건을 계기로 여성학 책을 보고 있다고 한다. 여성 연예인 대상의 인권상담소가 필요한 것 같고 이들을 위해 인터넷이나 책을 보내주는 방법으로 여성학 강의를 하겠다"라고 말했다. '여성문화예술기획' 이혜경 대표는 "최진실 씨는 이번 일로 여성 문제에 눈을 뜨게 됐다고 했고 이혼한 여성들을 위해 애쓰겠다고 했다. 광고 모델이 가정폭력의 피해자가 되었고 그 가정폭력 사건이 사회적 물의를 일으켰다고 해서 광고주인 기업이 폭력 피해자인 모델에게 손해배상금을 청구한 논리는 부당하다"라고 말했다. '문화세상 이프토피아' 박옥희 대표는 "가정폭력의 피해자인 여성 연예인이 그 가정폭력 사건으로 인해 30억 원 가량의 소송을 당할 수 있다는 기사만으로도 그러한 풍토를 당연시 여기는 사회 문화가 형성되지 않을까 우려된다"라고 말했다.
이후 최진실은 '여성단체 후원 바자회'에 물품을 기증하는 등 자신의 위치에서 성 차별을 일소하는 일에 동참하였다.

## 자녀의 성·본 변경
개정된 민법이 "자(子)의 복리를 위하여 자(子)의 성(姓)과 본(本)을 변경할 필요가 있을 때는 부모 또는 자(子)의 청구에 의하여 법원의 허가를 받아 이를 변경할 수 있다. 다만 자(子)가 미성년자이고 법정대리인이 청구할 수 없을 경우에는 제777조의 규정에 따른 친족 또는 검사가 청구할 수 있다"라고 규정하면서 2008년 1월 1일부터 자녀의 성(姓)과 본(本) 변경이 가능해졌다. 자녀의 성을 바꿀 수 있게 된 것은 사회사적으로 엄청난 변화였다.
2008년 1월, 최진실은 자녀의 성본(姓本) 변경 허가 신청을 하였다. 최진실은 "두 자녀를 당당하게 키우고 싶은 생각에서 신청서를 냈다"라고 밝혔다. 2008년 5월, 법원은 최진실의 신청을 받아들여 자녀의 성본(姓本) 변경을 허가하였다. 최진실의 딸은 성본(姓本) 변경과 함께 '수민'이라는 이름에서 '준희'라는 이름으로 개명하였다. 최진실의 이 결정이 알려지자 '용기 있는 선택'이라는 의견과 '근본을 뒤흔드는 잘못'이라는 의견이 있었다.
이화여자대학교 여성학과 교수 장필화는 "우리나라가 1994년에 여성차별철폐협약에 가입하면서 가족의 성(姓)을 협의해서 정할 수 있고, 자녀에게 어머니의 성(姓)을 줄 수 있다고 협약 조인을 했지만 그 당시에는 이것이 사회적으로 받아들여지지 않았다. 아버지의 성(姓)을 따라야 한다는 전통사상 때문에 저항이 심했기 때문이다. 하지만 세상이 변화하고 있음을 법이 받아들인 것이고 이에 따라 합법성의 기준이 변한 것이다"라고 말했다. 이런 사회 변화 속에서 혼인신고서에는 성본(姓本)의 협의 항목이 생겼는데, '자녀의 성본(姓本)을 어머니의 성본(姓本)으로 하는 협의를 하였습니까?'라는 항목을 통해 어머니도 자신의 성(姓)을 자녀에게 줄 수 있게 되었다.
자녀의 성본(姓本) 변경이 가능해지자 많은 이들이 자녀의 성본(姓本) 변경 허가 신청을 하였다. 2008년 2월 25일에 발표된 대법원의 '자녀 성본(姓本) 변경 허가 청구 처리 현황'에 따르면, 그 시점까지 자녀의 성본(姓本) 변경 허가 신청은 8169건이 접수되었다.
대한민국에서는 어머니의 성(姓)을 쓰면 "뿌리가 없어진다"라는 전근대적인 사고방식이 남아있었는데, 이는 대한민국 사회가 오랫동안 견지해온 부권제에서 기인했다. 법체계가 부성주의(父姓主義) 및 성(姓) 불변 원칙을 버렸음에도 불구하고 사람들의 의식 속에는 여전히 그 잔영이 남아있었고, 이런 고정관념으로 인해 최진실은 일부 네티즌들로부터 인터넷상에서 스토킹을 당해야 했다. 2008년 9월 4일, 자녀의 성·본 변경과 관련하여 악성 댓글이 도를 넘자 최진실은 자녀들을 보호하고자 자녀들의 방송 노출을 자제하겠다는 뜻을 표했다.
통계청에 따르면, 2008년 기준으로 대한민국은 사회적으로 이혼율과 재혼율이 증가하는 추세에 있었다. 2008년 3월 10일, 스포츠한국은 "대한민국은 여성의 사회적 지위가 상승하고 사회 구조가 모계(母系) 중심으로 재편되고 있지만, 자식이 어머니의 성(姓)을 따르는 것과 싱글맘의 존재가 여전히 뉴스가 되는 남성 중심 사회이다. 최진실의 자녀 성본(姓本) 변경은 최진실의 상징성으로 인해 대한민국이라는 사회에서 여성의 사회적 지위가 어느 수준에 와있는지 다시 한 번 생각해보는 기회를 제공한다"라는 기사를 실었다. 이런 사회 분위기 속에서 최진실의 자녀 성본(姓本) 변경은 유명인으로서는 첫 사례여서 화제가 되었다.
최진실의 자녀 성본(姓本) 변경에 대해 대중문화 평론가 배국남은 "편견에 시달리는 싱글맘들이 어머니로서 좀 더 자신감있게 살아갈 수 있도록 사회 분위기를 조성하는 데 일조할 것으로 보인다. 변화하는 가족의 형태, 의미, 방향 등에 대해 생각할 계기를 마련해주었다"라고 논평하였다.
2008년 9월 30일, 시사IN의 고재열 기자 주최의 《블로거와의 대화》에 첫 초대 명사로 나온 민주당 소속 국회의원 최문순은 블로거들의 다음 대화 상대자로 최진실을 추천했다. 최문순은 "최진실은 자녀의 성본(姓本) 변경 이후 사회의식에 눈을 떴다. 여러 가지 힘든 일들을 겪으면서 사회문제에 눈을 떴고 눈을 뜬 것을 넘어서 자녀들에게 자신의 성(姓)을 쓰게 할 만큼 사회 진보의 선봉에 선 그를 만나봐야 한다. 우리가 알고 있는 최진실과 다른 또 다른 최진실을 발견할 수 있다"라고 말하면서 최진실을 블로거들이 만나볼만한 인물로 평가했다. 최진실과 최문순은 최문순이 MBC 사장으로 재직하던 시절인 2005년부터 친분을 나눈 사이였다. 최문순은 고재열에게 '아는 연예인, 최진실', '친한 연예인, 최진실', '좋아하는 연예인, 최진실', '블로거들이 만나야 할 연예인, 최진실', '자신이 섭외해줄 수 있는 연예인, 최진실', '《블로거와의 대화》에 자신이 블로거 자격으로 패널로 참여할 대상, 최진실' 등으로 최진실에 대해 말했고, 고재열은 《블로거와의 대화》를 안착시키기 위해 최진실을 최대한 빨리 초대하려고 계획했다.

## 사회적 발언

#### 미국산 쇠고기 수입 문제
2008년 5월, 최진실은 미국산 쇠고기 수입을 지켜보면서 침통한 심경을 토로했다. 미국산 쇠고기 정부 고시가 있던 5월 29일에 최진실은 스포츠한국과의 인터뷰에서 결국 결국 정부가 미국산 쇠고기 수입을 발표하는 데 대해 섭섭함을 표했다.
얼마 전 홍콩에 다녀왔는데 현지 신문 1면에 우리의 촛불문화제를 다룬 뉴스가 실려 있었다. 한국의 학생들이 쇠고기 수입을 반대해 촛불을 켰다는 보도를 보고 마음이 아팠다. 가슴이 먹먹해져 왔다. 이런 일로 대한민국을 알리는 게 씁쓸했다. 난 설렁탕을 정말 좋아하고 아이들에게도 자주 먹이는데 어머니로서 참을 수가 없다. 밥을 먹을 때마다 음식을 의심하며 먹어야 한다는 게 화가 난다.

#### 독도 문제
2008년 7월, 최진실은 일본 정부가 교과서 지도 요령 해설서에 독도 영유권 명기 방침을 정했다는 소식에 분노를 표현했다. 7월 14일 스포츠한국과의 인터뷰, OBS 《최진실의 진실과 구라》 등에서 일본의 부당한 행위에 대해 비판의 날을 세웠다.
독도 생각만 하면 눈물이 난다. 어이가 없다. 일본이 왜 어떤 이유로 독도가 자기네 땅이라고 우겨대는지 모르겠다. 우리나라가 힘이 있다면 이렇게 무시할 수 있을지 싶다. 물론 전문가들이 계시지만 국민의 한 사람이자 가정주부로서 독도 문제를 바라보는 마음이 매우 아프다. 내가 일본 출입 금지 조치를 당하더라도 할 말은 하고 싶다. 일본은 독도 영유권에 대해 차근차근히 준비를 해온 것으로 전해진다. 일본이 만든 세계지도에는 이미 독도가 '다케시마'로 표시돼 있다고 하더라. 사실 적극적이고 꾸준한 대처가 필요했다. 저들은 우리의 황망함을 오히려 즐길지도 모른다. 당장 흥분하기보다 앞으로 10년 뒤를 내다보고 대한민국의 힘을 키워야 한다. 독도뿐 아니라 일본군 위안부 문제 등 일본과 해결해야 할 문제가 많다. 힘을 키워 후손들에게 부끄럽지 않은 역사를 만들고 싶다.

#### 동성애 문제
2008년 3월, OBS 《최진실의 진실과 구라》에서 동성애를 다루고 싶다는 의견을 개진했다. 하지만 시대적 한계로 좌초되었다.

## 공익적 활동

### 소년소녀가장 돕기 자선 공연
1991년 5월, 최진실은 소년소녀가장 돕기 자선 공연을 가졌고 공연 수익금 3천만 원을 소년소녀 가장들을 돕는 데 사용하였다. 최진실은 어려웠던 가정형편 때문에 고등학교 시절에 등록금 독촉을 자주 받으며 마음의 상처를 입은 경험이 있었다.

### 개안 수술비 지원
1999년 4월 23일, 삼성서울병원에서 시각장애인 개안수술비 지원을 위한 후원금 약정서 전달식을 가졌다.

### 기아자동차 무료 광고 출연
1997년 12월 3일, 대한민국에 IMF 구제금융 요청이 발생했다. 이는 대한민국이 외환위기를 겪으며 국제 통화 기금과 자금 지원 양해각서를 체결한 사건이다. 이런 경제 상황 속에서 1997년 기아자동차는 부도가 났다. 이 때 최진실은 부도가 난 기아자동차를 위해 광고에 무료로 출연했다. 최진실은 최고의 광고 모델이었고, CF 1편 출연료는 3억 원에 달하는 배우였기에 기아자동차에 큰 도움이 되었다.

### 학예사자원
2000년 5월, 최진실은 아트선재센터에서 열리는 '젊은 작가 창작 지원을 위한 전시회'의 큐레이터에 자원했다. 이 전시회의 수익금은 젊은 미술가 3∼4명에게 창작 기금으로 기부하기로 하였는데, 최진실은 "우리나라를 문화강국으로 만드는 데 도움이 되기 위해 큐레이터를 자원했다"고 밝혔다.

### 연예인의 퍼블리시티권
2003년 6월 14일에 중앙대학교 법과대학 교수 장재옥은 '문화예술의 재산적 가치'를 주제로 열린 학술세미나에서 '연예인의 퍼블리시티권'을 발제로 삼았는데, 이 발제는 대한민국 연예인의 초상영리권이 얼마나 취약한지를 보여주었다. 연예인의 퍼블리시티권 개념을 다룬 판례는 주로 광고와 관련되어 있었는데, 2000년에 6개월의 계약 기간을 어기고 60개월 이상 최진실의 초상을 사용한 제약업체에 4000만 원의 배상을 판시한 사례가 대표적이었다. 최진실은 계약 기간보다 5년을 더 자신의 초상을 사용한 제약업체를 대상으로 5억 원의 손해배상소송을 냈지만, 법원은 제약업체에게 4000만 원을 배상하라고 판결했다.

### 전국 대학 컴퓨터 등 지원
2002년 6월, 최진실은 전국 대학 가운데 재정 형편이 어려운 학교를 찾아 컴퓨터 등 학습기자재는 물론 재정도 직접 지원하였다. 과거 자신을 전속 CF 모델로 기용했던 한국통신이 다시 여전히 최고의 조건으로 재계약해준 것을 계기로 이 회사와 손을 잡고 이같은 일을 하기로 결정했다. 이에 대해 최진실은 "한 아이의 어머니로서 교육 발전에 조금이나마 보탬이 되고 싶었다"고 말했다.

### 한동대학교 재정 지원
2002년 6월 12일, 최진실은 한동대학교 김영길 총장에게 5천만 원의 재정 지원 기금을 전달했다. 2002년 3월에 배우 활동을 재개하면서 "재정이 어려운 대학을 돕고 싶다"라는 의사를 밝혔는데, 한동대학교를 첫 기부 대상으로 선정했다. 이에 한동대학교에는 '최진실 장학금'이 생겼다. 대한민국 내 대학교에 대중예술인의 이름을 건 장학금이 생긴 것은 이것이 처음이었다.

### '밀양 지역 고교생의 여중생 집단 성폭행 사건' 생존자 지원
2004년 12월 13일, 밀양 지역 고교생의 여중생 집단 성폭행 사건 생존자를 지원하였다.

### 히말라야 등반
2005년 12월, 최진실은 9박 10일의 일정으로 히말라야산맥에 등반했는데, 히말라야산맥의 안나푸르나산 남벽 베이스캠프(4200m)까지 올랐다. 평소에도 등산을 즐겼지만 히말라야산맥 등반을 위해 청계산을 오르며 기초 체력을 다졌다.
가톨릭대학교 의정부성모병원 백혈병 환자들이 만든 '루 산악회' 회원 7명, 산악인 한완용·나관주, 배우 손현주·신애 등이 동행했다. '수확의 여신'이라는 뜻을 가진 안나푸르나로의 산행 목적은 백혈병 환자들과 동행하며 그들의 건강 회복을 기원하고 재활 의지를 북돋우기 위한 것이었다. KBS 《장밋빛 인생》에서 연기 호흡을 맞춘 손현주가 최진실에게 등반을 권했고, 최진실이 이에 흔쾌히 동의하여 함께 산행에 참여하게 되었다.
최진실은 등반 일정 틈틈이 소설 《가시고기》(2000년)의 작가 조창인의 신작 소설인 《첫사랑》(2005년)을 읽었는데, 《첫사랑》은 최진실이 《가시고기》를 읽으며 눈물을 흘렸다는 얘기를 전해들은 조창인이 최진실에게 선물한 것이었다. 《첫사랑》은 히말라야를 모티브로 삼은 작품이다. 한편, 최진실은 "드라마 《장밋빛 인생》이 인생의 의미를 일깨워줬다면 이번 히말라야 등반은 세상에 대한 눈을 뜨게 해준 여행이었다"라고 말면서 히말라야 등반에 대한 남다른 감회를 밝혔다.
| “ | 히말라야의 별은 눈으로 보는 게 아냐. 귀로 듣는 거야. 나는 히말라야 별들의 속삭임을 들으러 갈 거야. 그리고 별들에게 묻겠어. 내 사랑이 어디쯤 가고 있는지를……. | ” |
|   | — 조창인 , 《첫사랑》 중에서 |   |

### 굿네이버스 친선대사
2006년 4월, 굿네이버스 친선대사로 위촉을 받았다. 굿네이버스는 아동문제 등을 해결하는 일과 관련하여 활발한 활동을 하는 NGO인데, 굿네이버스 측에서 최진실에게 친선대사 제의를 해왔고, 두 자녀를 둔 어머니로서 평소 아이들의 일에 관심이 많았던 최진실은 이에 흔쾌히 응했다. 최진실은 보육원을 방문하기도 하고 가족들에게 입양에 대한 강한 의지를 드러내기도 하는 등 아동 인권에 관심을 두고 있었다.
이듬해인 2007년 7월, 최진실은 굿네이버스와 한미은행 노동조합이 주최한 결식 아동을 위한 여름방학교실 캠프 '신나는 여름 이야기'에 참석하였다. 최진실은 약 100여 명의 결식 저소득 아동 및 자원봉사자가 참석한 이 행사에서 다양한 전통문화 체험 프로그램에 아이들과 함께 참여하였고, 아이들과 이야기를 나누며 식사를 하고, 함께 운동장에서 축구를 하고, 아이들의 머리를 감겨 주기도 하였다.

### 최진실 재단
2008년 11월 19일 최진실의 사십구재를 마친 뒤, 최진실의 친구들은 '최진실 재단'을 세우기로 의견을 모았다. 이들은 생전 자선사업에 관심이 많았던 최진실의 유지를 받들어 장학사업과 불우이웃을 돕는 재단을 만들기로 했다. 재단 운용에 필요한 자금은 이들의 사비를 모으는 것으로 의견을 모았다.
2008년 12월 21일, 코미디언 이영자와 메이크업 아티스트 조성아 등 최진실의 친구들이 사회사업을 시작했다. 이들은 서울 동작구 노량진동의 성로원 아기집에 1,000만 원 남짓한 돈을 전달하는 것으로 '최진실 재단'의 첫 삽을 떴다.
2011년 10월 6일, 최환희·최준희는 '2011 미스아시아퍼시픽월드' 세계대회 개최 기념 및 아동 복지 후원 '진주상단' 한복 패션쇼에 참여했다.

## 기타

### 기독교와의 인연
최진실은 강남중앙침례교회를 다니며 신앙생활을 하였다. 갑산공원 안에는 강남중앙침례교회가 임대한 부지가 있고 최진실은 그곳에 잠들어 있다.

### 광고 문구 《남자는 여자 하기 나름이에요》
1988년 최진실은 광고 문구 <남자는 여자 하기 나름이에요>가 담긴 삼성전자 광고로 광고계의 신화적 존재가 되었다. 이 문구는 여성이 말하느냐, 남성이 말하느냐에 따라 의미가 달라질 수 있다. 화자가 여성이라면 '여자 하기'에 방점이 찍히고 남성이라면 '남자는'에 방점이 찍히게 된다. 화자의 성을 배제한 채 문구 자체로만 따져도 주체는 여성이고 객체는 남성이다. 그러므로 여성은 '남자는 여자 하기 나름'이라고 말해야 맞고 남성은 '여자는 남자 하기 나름'이라고 말하는 게 맞다. 이것은 버전을 달리하여 동생은 '형은 동생 하기 나름'이라고 말해야 하는 것이고 형은 '동생은 형 하기 나름'이라고 말해야 하는 것이다. 남성중심적 사회문화로 인해 이 광고 문구는 여성의 인권과 관련하여 여성운동계의 관심의 대상이 되기도 하였다. 남성중심사회는 '남자는'에 방점을 찍으며 이 광고 문구를 여성이 남성에게 아부하는 것으로 받아들였다.
여성 화자가 '남자는 여자 하기 나름'이라고 말할 때 여성이 주체이고 남성은 객체가 되는 의미로 여성의 주체성을 드러낸다. 그럼에도 불구하고 여성폭력을 저지르는 사람들은 그 탓을 피해자인 여성에게서 찾는 데 이 말을 사용하는 경향이 있어서 이 말이 부권제에 순응하는 의식을 담고 있다는 변질된 해석의 대상이 되었다. 여성폭력을 저지르는 사람들의 이런 논리는 '가해자는 피해자 하기 나름' 혹은 '강자는 약자 하기 나름'이라고 주장하는 것으로, 궤변이고 2차 가해행위이며 법정에서 받아들여질 리 만무한 말일 뿐이다. 즉 남성중심사회에서 남성 화자가 '남자는 여자하기 나름'이라고 말하는 것은 대개 여성에 대한 교활한 덫이기 십상이다.
여성폭력범들이나 그 공범들 혹은 그 심정적 동조자들이 흔히 사용하는 말을 광고 속에서 최진실이 사용하고 해당 광고가 사회적으로 크게 반향을 일으키면서 '남자는 여자 하기 나름이에요'가 유행어가 되며 사회적 영향력이 커지자 최진실이 부권제를 공고히 하는 데 기여한다는 비판을 받기도 하였다. 하지만 이는 '범죄에서 가해자가 피해자 탓 하는 논리'에 휘둘린 측면이 없지 않다. 여성이 '세상은 여자 하기 나름'이라고 말한다거나, 남성이 '여자는 남자 하기 나름'이라고 말하는 것에 이런 식의 해석을 하는 경우는 거의 없기 때문이다.
'A는 B하기 나름이다'라는 관용구를 외국인에게 가르칠 때 (피해자를 부당하게 공격하기 위해) A 자리에는 '가해자'를 넣고 B 자리에는 '피해자'를 넣으라고 가르치지는 않는다. 이 관용구에서 A, B 자리에는 각기 존엄한 존재로서 서로 대등한 경우의 모든 관계가 해당이 될 수 있다. 가치중립적인 칼도 사람을 죽이는 데 이용되기도 한다. 그렇다고 칼을 발명한 사람, 칼을 생산하는 사람이 그 살인에 대해 책임을 져야 하는 것은 아니다. 아이에게 칼의 용도를 가르칠 때 (타인을 부당하게 공격하기 위해) 사람을 찌르는 데 사용하라고 가르치지는 않는다. 즉 이 관용구에는 죄가 없고 이 관용구의 맥락이 성 차별적 환경이라는 것이 문제의 본질이다.
최진실은 자전 에세이 《그래, 오늘 하루도 진실하게 살자》(1998년)에서 이 사안과 관련하여 언급한 바 있다. 이 책에서 성장기에 자신 또한 어머니의 삶에서 여성 차별을 목격했고 어머니를 학대하는 친할머니에게 항의한 적도 있다고 하며 성 차별에 대해 어린 시절부터 문제 의식을 가지고 있었음을 밝혔다. 다만 광고란 자본주의의 꽃이고 그런 광고계에서 모델로서 사회적 책임을 모두 짊어지기에는 한계가 있음을 설명하였다. 이런 맥락 속에서 영화 <나는 소망한다 내게 금지된 것을>(1994년)에 출연하게 되고 이 영화에서 젠더폭력에 정면 승부하는 연기를 하였는데 이런 배우로서의 경험을 통해 여성인권에 대한 생각도 더 깊어지게 되었다고 서술하였다.
수십 명의 보도진이 몰려든 강당에서 심포지엄이 개최되고 플래카드 <여성운동의 새로운 전망> 아래에서 주인공 강민주(최진실 분)는 연구 발표를 하며 "이 땅의 모든 것을 자랑스럽게 누리고 있는 남성 여러분! 오늘날 많은 남자들이 여성해방의 당위성을 말로는 이해한다고 합니다. 그러나 실천할 생각은 눈꼽만큼도 없는 것이 남자들입니다. 여자를 가둬놔야 당신들이 자유로울 수 있으니까요"라고 말한다.
최진실은 <나는 소망한다 내게 금지된 것을>을 촬영할 때 떨리는 목소리로 이 대사를 표현했다고 하였고 연예인으로서 늘 좋은 대접만 받아오던 입장에서 여성 차별을 피부로 느끼지 못하며 살아오다가 <나는 소망한다 내게 금지된 것을>을 하면서 대한민국에서 여성으로 산다는 것은 족쇄일 수 있음을 간접적으로 경험할 수 있었다고 자평하였다. 최진실은 이 영화로 백상예술대상에서 영화 부문 여자 최우수연기상을 받았다.
삼성전자 VCR 광고에서 "남자는 여자 하기 나름이에요"라고 말한 것이나 영화 <나는 소망한다 내게 금지된 것을>에서 "나는 나를 건설한다"라고 말한 것이나 주체는 화자 최진실이었다. 또 최진실은 자신의 삶을 통해 연애 보관됨 2013-04-02 - 웨이백 머신 신화, 결혼 신화, 정상 가족 신화를 귀류법적으로 깨버림으로써 이 광고 문구와 관련한 사회적 부채를 갚았다.

### 영화 《남부군》
최진실은 1989년 영화 《남부군》(1990년)에 캐스팅되었다. 최진실은 이 영화에 캐스팅되면서 이태의 실화소설 《남부군》(1988년)을 5차례 읽었다. 최진실은 이념 문제에 대해서 관심도 없었고 알지도 못했으나 이 책을 읽으면서 그 동안 학교에서 배운 반공교육과는 뭔가 차이가 있다고 느꼈고 이런 측면에 대해 한번쯤 영화로 짚고 넘어가야한다고 생각했다.
영화 《남부군》을 완성하기까지 우여곡절이 많았는데, 감독 정지영은 영화 촬영 현장에서 'UIP 직배 반대 운동' 관련 사건 혐의로 형사들에게 체포되었다. 정지영이 구속되자 충무로 영화가에서는 《남부군》 제작이 불가능하리라는 소문이 나돌기도 하였다. 기대했던 국방부의 지원도 거부되었고, 영화 제작비도 바닥이 났으며, 감독이 구속되었기 때문에 이는 자연스러운 상황이었다. 이런 어려운 상황에 처하면서 최진실은 '《남부군》이 영화로 완성되지 못한다 하더라도 좋은 책을 읽었다는 걸로 위안을 삼고 싶다'고 생각하기도 하였다.
KBS 《연예가 중계》 제작팀이 영화 촬영 현장에 취재를 하기 위해 내려오게 되었는데, 《연예가 중계》 제작팀이 취재하러 오는 날은 영화 촬영에 최진실이 출연하는 장면이 없어 정지영은 최진실에게 '연예가 중계'용으로 어떤 허구적 장면을 구성해 보라고 하며 다음날 아침까지 그 대본을 써오라고 요구하였다. 최진실은 밤새도록 고민해가면서 3가지 대본을 만들었고, 정지영은 그 중 하나를 선택하였다. 실제 영화에서는 안성기, 이혜영, 최민수, 최진실 등이 한 자리에 등장하는 장면은 없었는데, 최진실은 《연예가 중계》 취재를 위해 이들이 함께 있는 상황을 구성해 보았었다.

### 연극 《버자이너 모놀로그》
최진실은 2004년에 젠더폭력에 대항해 싸우게 되었는데, 그 과정에서 변호사 강지원, 여성학자 오한숙희 등과 인연을 맺게 되었다. 대한민국 최초의 여성 대법관 김영란의 배우자이기도 한 강지원은 여성문제와 청소년문제에 관심이 많은 법조인으로 널리 알려져 있었다.
2004년 12월 26일, 최진실은 여성문화예술기획에서 기획하는 연극 '버자이너 모놀로그'를 강지원과 함께 관람하였다. '버자이너 모놀로그'는 여성의 성기를 소재로 성폭력, 동성애, 오르가슴, 출산 등 여성이 겪는 모든 상황에 대해 거침없이 다루면서 여성의 성적 해방을 추구하는, 대표적인 여성주의 작품이다.
최진실은 이러한 여성운동계와의 소통을 통해 세상을 보는 눈을 하나 더 갖게 되었다는 소회를 밝히기도 하는 등 여성운동계와의 연대 경험은 최진실의 삶에 긍정적인 영향을 주었다. 한편, ‘버자이너 모놀로그’ 제작사는 공연 수익금을 일본군 위안부 관련 활동에 사용하는 등 젠더폭력 피해자들과 마음을 나누는 일에도 참여하였다.

### 음악 《애인 있어요》
《애인 있어요》는 가수 이은미의 6집 앨범 《Ma Non Tanto》(2005년)에 수록된 타이틀 곡이다. 이 곡은 3년 후 MBC 《내 생애 마지막 스캔들》(2008년)에 삽입되었고 이 드라마가 인기를 끌면서 세상에 널리 알려지게 되었다.
《애인 있어요》는 애절한 가사와 멜로디, 이은미의 뛰어난 가창력, 최진실이 좋아하는 노래 등으로 알려지면서 큰 인기를 얻어, 2008년·2009년 연속으로 노래방 애창곡 1위에 오르며 한국인이 가장 사랑하는 발라드 곡으로 자리매김하였다.
2008년 10월 6일, 최진실의 삼우제 때 《애인 있어요》가 울려퍼져 당시 자리한 많은 이들의 마음을 달래 주었다. 2010년 11월, 이은미는 최진실의 친구인 코미디언 이영자가 진행하는 tvN 《현장 토크쇼 택시》에 게스트로 출연하였는데, 그 때 《애인 있어요》가 담긴 오르골을 이영자에게 선물하기도 했다.
2012년 5월, 이은미는 일본에서 <이은미 스토리>라는 제목으로 첫 팬미팅을 열었는데, 이 자리에서 "《애인 있어요》가 드라마 《내 생애 마지막 스캔들》의 히트와 함께 크게 주목받아 가수 인생에서 가장 소중한 곡이 됐다"라고 밝히기도 하였다.

### 어록
- 교육에 대해서[66][818][819]
  - "학교 생활에서 '수우미양가'는 그리 중요하지 않다. 특이 사항에 나타난 인성이 중요한 것이지 공부를 잘한다고 해서 인생을 성공하는 것은 아니다. 무엇이 되든 자신이 속한 공동체에서 꼭 필요한 사람이 되는 것이 중요하다."[820][821]

- 가난에 대해서[822]
  - "나는 가난했다. 동정 받으려고 했던 건 아니지만 수제비 이야기도 모두 사실이다. 그 괴로웠던 시절에 어머니는 일기를 썼다. 어느 날 그 일기를 몰래 읽다가 '죽고 싶어도 진실, 진영 때문에 죽을 수 없다'라고 쓴 부분이 마음에 걸려 밤새 울었던 기억이 난다. 그런데 그 후 더 슬픈 일이 생겼다. 돈을 조금씩 모은 후 그 일기장은 우리집 가보처럼 되어 있었는데, 언젠가 도둑이 들어 그 일기장까지 훔쳐가 버린 것이다. 그것만은 돌려 받았으면 좋겠다. 도둑에게는 아니겠지만 우리 가족에게는 가장 소중한 보석함이다. 그리고 가난으로 얻은 것이 있다면 오기와 끈기이다. 일을 하다 보면 솔직히 피곤이 극에 달하는 경우도 많다. 그 때도 웃을 수 있는 건 가난 때문에 기죽기 싫었던 사춘기 시절의 오기 덕분이다."

- 여백의 미에 대해서[822]
  - "채시라 씨와 비교하자면, 채시라 씨는 대중들에게 상상할 수 있는 여백을 마련해 주었지만 난 그렇지 못했다. 사람들은 나를 '있는 그대로' 받아들여주는 것 같다. 장점이기도 하고 단점이기도 하다."

- 매력에 대해서[822]
  - "나는 연기자이다. 나에게 매력이 있다면 작품 속의 인물이 매력 있는 것이다. 매력 있는 인물로 보이기 위해 노력하는 편이다. 대중은 내게 부담감이 느껴지지 않는 모양이다. 나 역시 솔직한 게 좋다. 내 이름이 무언가?"

- 관심사에 대해서[822]
  - "난 텔레비전에서 뉴스를 가장 즐겨 본다. 신문도 꼼꼼히 보는 편이다. 요즘에는 대권주자들에 대해서도 관심이 있다. 정치인들을 보면서 느끼는 것은 앞과 뒤가 너무 다른 것 같다는 것이다. 앞을 보면 점잖고 멀쩡한데 뒤를 보면 그렇지 않다는 느낌이다. 난 정치계고 연예계고 뒤에서 비방하고 다니는 건 딱 질색이다. 왜 정정당당하게 당사자 앞에서 꾸짖지 못하는가? 떠날 때가 아름다운 사람이 되었으면 좋겠다."

- 차별에 대해서[822]
  - "약자에게 강하고 강자에게 약한 연출가는 싫다. 신인과 스타급 연기자를 대하는 태도가 너무 차이나는 연출가를 가끔 본다. 그러지 않았으면 좋겠다. 오히려 그 반대여야 하지 않을까?"

- 매체에 대해서[823]
  - "가능하면 영화와 TV 드라마를 다 하고 싶다. 예전부터 그렇게 해오기도 했고. 그렇다고 이번엔 영화했으니까 다음에는 TV 드라마, 이런 건 아니다. 나는 영화만 하겠다는 마인드는 잘 이해 못하겠다. 정말 그 인물에 빠지고 좋은 연기를 보일 수 있다면 매체는 중요한 게 아니라고 생각한다."

- 캐릭터에 대해서[823]
  - "아줌마 캐릭터에 대해 거부감은 없다. 알다시피 나는 스무 살 때 "남자는 여자하기 나름이에요"라며 데뷔했다. 처음부터 주부로 나왔기 때문에 거기에는 거부감이 없다. 트렌디 드라마도 많이 했지만 《마누라 죽이기》, 《고스트 맘마》, 《편지》 등처럼 결혼한 여성 역할을 많이 했다. 게다가 나이도 있는데. 내 자리는 내가 알아서 찾아가야 하는 것 같다. 실제 나이보다 더 많은 캐릭터를 연기해야 한다면 또 할 거다. 남들에게 예쁘게 보이고 싶은 그런 마음은 없다."
  - "연하 남성은 안 되고, 이혼 얘기 피하고, 불륜은 빼고…. 그러고 나면 내가 할 수 있는 드라마가 있겠습니까? 어차피 넘어야 할 벽이라면 '맹순의 탈'을 통해 내 인생도 한번 정리하고 싶었습니다."[824][656]
  - "《장밋빛 인생》을 할 때는 정말 연기를 처음 시작할 때 마음으로 임했다. 그런데 그 때보다 더 힘들더라. 그 이유가 뭔지 생각해보니까 깨끗한 도화지 위에 그림을 그리는 게 아니라, 그림이 많이 그려진 것을 갈아엎고 다시 그림을 그리려고 하니까 그랬던 것 같다. 그리고 사람들은 맹순이 모습이 최진실의 사적인 부분과 너무 흡사하지 않냐고 한다. 사실 나는 맹순이에게서 내 모습만 본 게 아니라 우리 어머니 모습도, 옆집 아줌마 모습도 봤다. 그야말로 한국에서 살아가는 사람들의 이야기 같다. 그리고 《장밋빛 인생》에 출연하는 데 부담은 없었다. 맹순이의 마음을 알기 때문에. 만약 내게 결혼, 이혼 등 그런저런 과정이 없었다면 몰랐을 거다. 나도 두 아이의 어머니이고, 아이에 대한 애정이 크고, 배우자]의 외도를 겪었고, 이러니까 오히려 연기를 하고 싶더라. 만약 그런 과정을 겪어보지 않은 채 맹순이 역을 했다면 굉장히 오버했을 것 같다. 그 동안 개인적으로 가졌던 물음표를 《장밋빛 인생》을 통해서 정말 마침표를 찍었다. '아, 이거구나' 하는 깨달음 말이다."
  - "과연 내가 다시 사람들에게 웃음을 줄 수 있을까, 나를 보며 사람들이 웃어줄까 두려웠다. 멜로를 할 때도 마찬가지였다. 시청자들이 드라마에서 내가 연기하는 캐릭터에 공감하지 않고 '최진실의 과거'를 떠올릴까 걱정이 됐다. 이 드라마 덕분에 앞으로는 시트콤도 할 수 있는 용기를 얻었다. 이혼은 마침표가 아니라 시작이란 의미를 문희정 작가가 정말 잘 써주고 잘 그려줬다. 아줌마도 사랑할 수 있고 사랑해야 한다는 걸 보여줬다. 홍선희는 '40대 아줌마여, 섹시하게 살자'는 외침 같았다. 때로는 엄마이기 전에 여자이고 싶을 때도 있다. 그런 마음을 홍선희가 보여준 게 아닐까. 여자는 70대가 되더라도 여자이기 때문에 아름답다는 장동철의 말이 항상 생각난다."[342]

- 영화에 대해서[823][825][268]
  - "어릴 적부터 추리 소설을 좋아했고, 스릴러 영화를 굉장히 좋아하고 가장 많이 본다. 일반적인 사람들에게도 사이코적인 면은 내재돼 있다고 생각한다. 특히 연기자들은 그런 면이 일반인보다 더 많은 것 같다. 많이 억누르면서 사는 것뿐이지."[826]
  - "김기덕 감독 작품은 찾아가면서 본다. 《활》도 참 좋았다. 영화가 독특해서 좋다. 김기덕 감독의 생각과 가치관이 영화에 투영된 독특함이 좋다."

- 일일드라마에 대해서[396][827]
  - "멋진 연기를 위해선 일일드라마를 해야 한다. 예뻐하는 후배들에겐 일일드라마를 하라고 충고한다. 모든 상황을 이길 수 있는 것은 노력이다. 세상에 노력을 이기는 것은 어떤 것도 없다. 지금 처음 시작하는 친구들은 쉬지 말고 노력했으면 한다. 미니시리즈가 100m 달리기라면 일일드라마는 마라톤이다. 일일드라마는 선배들과 함께 어울리면서 연기를 배울 수 있는 최고의 터전이다. 연기의 초년병이라면 경력과 내공을 쌓은 뒤 자신에게 맞는 역할을 찾는 것이 중요하다. 그리고 선배는 배우, 코미디언, 가수를 구분해선 안 된다."

- 비판에 대해서
  - "이 세상 어느 누가 나쁜 소리 듣는 것을 좋아하겠나. 연기자로서의 비판뿐이라면 받아들이겠는데……. 애초에는 '댓글을 3∼4개만 보다가 그냥 닫아야지'라고 하지만 결국엔 밤을 새면서 보게 된다. 결국 정신세계가 이상해진다. 사람들과의 관계도 이상해진다. 내 앞에서 잘해주는 사람이 인터넷에 글을 올렸을 것이라는 의심도 하게 되더라. 그러니 소심해지고. 그래서 지금은 기사만 보고 댓글은 안 본다. 그런데 문제는 굉장히 많은 분들이 댓글에 신경을 쓴다는 거다. 어느 신인 배우 얘기인데, 그가 어떤 드라마에 출연했는데, 연출가가 인터넷을 보고 충격을 받았다. 그에 대한 욕설이 엄청 올라와서. 연출가는 결국 그 배우를 불러서 '너 그거 봤냐?'라고 물었단다. 그 배우가 '전 그런 거 신경 안 써요'라고 하니까 연출가가 '우린 신경 쓰거든'이라고 말했단다. 그래서 그 배우는 집에 돌아가서 호의적인 댓글을 직접 올렸다고 한다."[823][828][49]
  - "김구라 씨의 독설을 보고 나도 거기에 말려들까 두려웠다. 동료 연예인들에게 뒤통수를 맞을지도 모르니 조심하라는 말을 꼭 해주고 싶었다. 하지만 시간이 지날수록 김구라 씨가 대중의 입장에서 연예인들에 대한 비판을 하는 것 같다는 생각이 들었다. 그런 비판과 독설도 내적으로 쌓인 게 많아야 가능하고, 그런 솔직한 면이 오히려 나와 잘 맞을 수도 있겠다는 생각이 들었다. 세상에 맞춰 사는 것이 아닌, 몰매를 맞을지라도 자기의 소신을 밝히며 사는 것이 좋다고 생각한다. 그런 측면에서 김구라 씨의 스타일이 마음에 든다. 김구라 씨와 같이 한다고 해서 끌렸다. 김구라 씨의 언변을 누를 수 있는 사람은 별로 없다. 처음에는 불협화음을 내기도 했지만 점점 호흡이 맞아간다. 사실 김구라 씨가 무서웠다. 한 울타리에 있는 사람들에게 돌을 던지는 걸 보고 놀랐다. 하지만 막말도 아무나 하는 게 아니다. 남을 비판하려면 내공이 있어야 한다."[829][626][830]

- 로맨틱 코미디에 대해서[829]
  - "정극보다 코미디가 훨씬 힘들다는 생각도 든다. 잘못하면 '오버'라는 비판을 받게 되니까. 몸이 아닌 상황으로 적절하게 웃겨야 할 것이다. 현장에서 리허설을 많이 한다. 그러다 보면 정준호 씨가 내게 '이렇게 하는 게 더 웃길 것 같은데'라고 조언을 해주고, 나는 그 조언에 많이 따라가고 있다. 편안하게, 정말 재미있는 순정 만화 한 권 본다고 생각하면 좋을 것 같다."

- 꿈에 대해서
  - "김혜자 선생님이나 고두심 선생님처럼 그냥 연기 잘하는 그런 배우가 내 꿈이다."[831][832]
  - "내가 브라운관에 나오면, '최진실 너무 지겹다'라고 생각하시는 분들도 있을 것이다. 하지만 그렇게 시도때도 없이 눈앞에서 보이던 배우가 어느 날 안 보였을 때 그 배우가 보고 싶어지는 그런 배우가 되고 싶다."[833][834]
  - "배우로서 정상에 올라봤으니 내려올 때도 잘 내려왔으면 좋겠다. 19년, 20년 항상 친구 같은 배우이기를 소망한다. 아이들한테 부모로서 해줄 수 있는 뒷받침을 잘 해주고 싶다는 꿈을 가지고 있다."[835]

- 연예인에 대해서[831]
  - "연예인으로서 인터넷이 무섭고 세상 사람들의 시선이 너무 부담스러워 많은 스트레스를 받는다는 것. 모든 인생에는 일장일단이 있다. 그 대신 국민들에게 사랑받는 배우로서 누리는 혜택들이 있다. 난 정말 이 정도까지 온 사실에 늘 감사하며 산다."

## 가족
- 어머니: 정옥숙(1945년 ~ )
- 남동생: 최진영(1971년 ~ 2010년)
- 아들: 최환희(2001년 ~ )
- 딸: 최준희(2003년 ~ )

## 작품

### 저서
| 책 이름                         | 출시일         | 페이지 | 출판사       | 국제 표준 도서 번호 | 비고        |
| ------------------------------- | -------------- | ------ | ------------ | ------------------- | ----------- |
| 그래, 오늘 하루도 진실하게 살자 | 1998년 8월 1일 | 274쪽  | 책이있는마을 | ISBN 89-88086-15-5  | 자전 에세이 |

### 시놉시스
최진실은 '사노라면'이라는 제목의 '드라마 시놉시스'를 남겼다. 최진실의 지인은 "최진실은 소속사 측과 함께 2005년부터 '사노라면'(가제)이라는 제목의 드라마를 기획해왔다. 등장인물들의 캐릭터에 관해 묘사한 부분만 A4 10장에 달하는 완결된 형태의 시놉시스가 있다. (만일 그에게 아무런 일이 일어나지 않았다면) 내년쯤 이를 좀 더 발전시켜 드라마를 만들어보자고 했다. 최진실은 연기 생활을 해오면서 평소 '누구나 재미있게 볼 수 있는 드라마를 만들고 싶다'는 얘기를 해왔다"라고 말했고, 최진실과 같은 소속사에 몸담고 있는 배우는 "최진실 씨와 시놉시스에 대해 수차례 대화를 나눴다. 어려운 상황에서 가정을 이끌어가는 여성이 주인공이다. 시놉시스의 주인공은 강하면서도 밝은 성격의 소유자이다. 최진실 씨의 생전 모습과 비슷한 면이 많다. 시놉시스에 대해 이야기를 나눌수록 '자신의 삶에 대해 이야기하고 싶어 한다'는 생각이 들었다. 시놉시스를 통해 자신이 하고 싶었던 말을 하려고 했을 것이다"라고 말했다. 2008년 10월 22일, 최진실과 2008년 10월 2일에 마지막 통화를 한 사람이자 최진실의 친구인 퀸의 김재우 기자는 자신의 싸이월드 '미니홈피'에 "왜 자꾸 세상은 누나(최진실)의 아픔을 상술로 이어가려는지. 시놉시스는 머리를 맞대고 노래까지 읊조리며 만든 것인데. 누나는 더 이상 작품(시놉시스)에 임할 수 없어서 (시놉시스가 유출된 사실이) 더욱 화가 난다"라는 내용의 심경을 밝혔다.

### 출연작품

#### TV 드라마
| 제목                        | 방송사 | 연도        | 역할                      | 비고                                                    |
| --------------------------- | ------ | ----------- | ------------------------- | ------------------------------------------------------- |
| 조선왕조 오백년 - 한중록    | MBC    | 1989년      | 장미 역                   | 사극, 단역                                              |
| MBC 베스트셀러극장 - 시진읍 | MBC    | 1989년      | 벙어리 역                 | 단막극, TV 드라마 첫 주연작                             |
| 잠들지 않는 나무            | MBC    | 1989년      | 찬주 역                   | 조연                                                    |
| 조선왕조 오백년 - 파문      | MBC    | 1989년      | 박선아 역                 | 사극, 주조연                                            |
| 제5열                       | MBC    | 1989년      | 대권후보자의 딸 장기화 역 | 추리 소설의 드라마화, 추리소설 작가 김성종 원작, 조연   |
| 당신의 축배                 | MBC    | 1989년      | 김범경 역                 | 조연                                                    |
| 서울 시나위                 | MBC    | 1989년      | 희수 역                   | 로드 무비 스타일의 TV 드라마, 찬조출연                  |
| 각시방에 사랑 열렸네        | MBC    | 1990년      | 오도희 역                 | 설 특집극, 뮤지컬 드라마                                |
| 두 권의 일기                | MBC    | 1990년      | 해리 역                   | 2부작, 청소년의 달 특집 드라마                          |
| 추억여행                    | MBC    | 1990년      | 미리 역                   | 추석 특집극                                             |
| 우리들의 천국               | MBC    | 1990~1991년 | 승미 역                   | 대학생들의 이야기, 시추에이션 드라마, 1기 초대 여주인공 |
| 약속                        | MBC    | 1992년      | 정인 역                   | 최고 시청률 41.5%                                       |
| MBC 베스트극장 - 풍경       | MBC    | 1992년      | 은실 역                   | 단막극                                                  |
| 질투                        | MBC    | 1992년      | 유하경 역                 | 16부작, 최고 시청률 56.1%                               |
| MBC 베스트극장 - 칡소클럽   | MBC    | 1992년      |                           | 단막극                                                  |
| 매혹                        | MBC    | 1992년      | 지훈 역                   |                                                         |
| 폭풍의 계절                 | MBC    | 1993년      | 진희 역                   | 66부작, 최고 시청률 52.1%                               |
| 사랑의 향기                 | SBS    | 1994년      | 영진 역                   | 52부작                                                  |
| 아스팔트 사나이             | SBS    | 1995년      | 오화련 역                 | 만화가 허영만 원작, 최고 시청률 32.9%                   |
| 째즈                        | SBS    | 1995년      | 채송화 역                 | 동성애를 다룬 최초의 TV 드라마                          |
| 아파트                      | MBC    | 1995년      | 차나리 역                 | 54부작, 최고 시청률 34.6%                               |
| 별은 내 가슴에              | MBC    | 1997년      | 이연이·소피아 역          | 16부작, 최고 시청률 49.3%                               |
| 그대 그리고 나              | MBC    | 1997년      | 윤수경 역                 | 58부작, 최고 시청률 62.4%                               |
| 추억                        | MBC    | 1998년      | 인영 역                   | 최고 시청률 38.4%                                       |
| 장미와 콩나물               | MBC    | 1999년      | 손미나 역                 | 51부작, 최고 시청률 44.1%                               |
| 그대를 알고부터             | MBC    | 2002년      | 이옥화 역                 | 48부작                                                  |
| 장미의 전쟁                 | MBC    | 2004년      | 오미연 역                 | 23부작                                                  |
| 장밋빛 인생                 | KBS    | 2005년      | 맹순이 역                 | 24부작, 최고 시청률 41.1%                               |
| 나쁜여자 착한여자           | MBC    | 2007년      | 이세영 역                 | 140부작, 최고 시청률 24.6%                              |
| 내 생애 마지막 스캔들       | MBC    | 2008년      | 홍선희 역                 | 16부작, 최고 시청률 19.8%                               |

#### 영화
| 제목                                    | 연도   | 역할           | 비고                                   |
| --------------------------------------- | ------ | -------------- | -------------------------------------- |
| 남부군                                  | 1990년 | 박민자 역      | 작가 이태 원작                         |
| 꼭지딴                                  | 1990년 | 혜지 역        | 액션 영화                              |
| 나의 사랑 나의 신부                     | 1990년 | 미영 역        |                                        |
| 있잖아요 비밀이에요 2                   | 1991년 | 다혜 역        | 하이틴 영화                            |
| 수잔 브링크의 아리랑                    | 1991년 | 수잔 브링크 역 |                                        |
| 숲속의 방                               | 1992년 | 소양 역        | 소설가 강석경 원작, 소설가 공지영 각색 |
| 미스터 맘마                             | 1992년 | 영주 역        |                                        |
| 사랑하고 싶은 여자 & 결혼하고 싶은 여자 | 1993년 | 유라 역        |                                        |
| 나는 소망한다 내게 금지된 것을          | 1994년 | 강민주 역      | 소설가 양귀자 원작                     |
| 마누라 죽이기                           | 1994년 | 장소영 역      |                                        |
| 엄마에게 애인이 생겼어요!               | 1995년 | 은재 역        |                                        |
| 누가 나를 미치게 하는가                 | 1995년 | 김주영 역      |                                        |
| 고스트 맘마                             | 1996년 | 차인주 역      |                                        |
| 홀리데이 인 서울                        | 1997년 | 전화 교환수 역 | 홍콩 영화 감독 왕가위 식 연출 영화     |
| 베이비 세일                             | 1997년 | 지현 역        |                                        |
| 편지                                    | 1997년 | 정인 역        |                                        |
| 마요네즈                                | 1999년 | 아정 역        | 소설가 전혜성 원작·각색                |
| 단적비연수                              | 2000년 | 비 역          | 은행나무 침대 속편                     |

#### 광고
- 한국화장품 '센시티브'
- 삼성전자 '톱스타VTR'
- 삼성전자 '네오시리즈'
- 삼성전자 '홈그린청소기'
- 삼성전자 '크린냉장고'
- 삼성전자 '매직V'
- 삼성전자 '한국형전자렌지'
- 삼성전자 '신바람세탁기 '
- 삼성전자 '바이오냉장고 5계절'
- 삼성전자 '파워드럼'
- 삼성전자 '김치 냉장고 다맛'
- 한국와이어스 '마터나'
- 오리온 '셈프레 크레커'
- 오리온 '후레쉬베리'
- 오리온 '더블베리'
- 빙그레 '요플레'
- 쥬리아화장품 '소네트'
- 쥬리아화장품 '라데쓰 화이트'
- 쥬리아화장품 '타게트멤버스'
- 네슈라화장품 '스킨후리'
- 롯데제과 '차밍바'
- 롯데제과 '쉘부르'
- 롯데제과 '더블비얀코'
- 롯데제과 '가나초콜릿'
- 신원 '씨'
- 삼성시계 '카파'
- KT '국제전화 001'
- 농협
- 동화약품 '화이투벤S'
- 1992년 기아자동차 '타우너'
- 기아자동차 기업 PR
- 한국P&G '리조이스샴푸'
- 한덕생명
- 옥시레킷벤키저 '옥시크린'
- 옥시레킷벤키저 '쉐리'
- 옥시레킷벤키저 '팅커벨 향기접속'
- 옥시레킷벤키저 '옥시세척락스'
- 나드리화장품
- 진미식품 '참그루'
- 롯데백화점
- 보루네오가구
- 일화 '천연 사이다'
- 샤몽화장품 '바다이야기 투웨이케이크'
- 한화L&C '참숯나라'
- 한화L&C '발코니아'
- 롯데칠성음료 '쌕쌕'
- 롯데칠성음료 '2% 부족할 때'
- LG정유 '시그마6'
- 대상 '감칠맛 나는 미원'
- 서울우유 '서울우유'
- 이롬 '황성주 생식'
- 대한투자신탁
- 현대해상화재보험 기업PR
- 현대해상화재보험 '하이카'
- 주식회사 신한 '신한 미지엔'
- AIA생명
- OBS경인TV
- 일동제약 '메디폼'
- 일동제약 '메디터치'
- 일동제약 '아로나민 씨플러스'
- 일동제약 '알칼리 이온수기 휴먼워터'
- 공보처 금융실명제 홍보 캠페인
- 대한민국 제2의건국범국민추진위원회 휴대폰 예절 캠페인
- 신한국당
- 대동주택 '대동황토방아파트'
- 한국베링거인겔하임 '둘코락스'
- 영우 쏘시에 씨

#### 교양 및 예능
| 제목                                       | 방송사     | 연도 또는 날짜                                   | 역할     | 비고                 |
| ------------------------------------------ | ---------- | ------------------------------------------------ | -------- | -------------------- |
| 유쾌한 스튜디오                            | MBC        | 1990년 12월 29일                                 | 게스트   | 퀴즈 버라이어티 쇼   |
| 일요일 일요일 밤에 일요스타쇼              | MBC        | 1991년 5월 26일                                  | 게스트   | 토크 쇼              |
| 인간시대                                   | MBC        | 1991년 11월 18일                                 | 주인공   | 휴먼 다큐멘터리      |
| 여기 젊은이                                | MBC        | 1991년 4월 25일, 11월 21일                       | 게스트   | 토크 쇼              |
| 0시의 데이트                               | MBC        | 1992년 3월 9일                                   | 진행자   | 라디오               |
| 일요일 일요일 밤에                         | MBC        | 1992년 1월 5일, 3월 8일, 8월 9일, 1993년 5월 9일 | 게스트   | 버라이어티 쇼        |
| 스타와 만나요                              | SBS        | 1992년 9월 28일                                  | 게스트   | 다큐멘터리           |
| 심야에의 초대                              | KBS 2TV    | 1993년 11월 28일                                 | 게스트   | 토크 쇼              |
| 즐거운 세상                                | MBC        | 1993년 3월 8일                                   | 게스트   | 버라이어티 쇼        |
| 토요일 토요일은 즐거워                     | MBC        | 1993년 5월 8일                                   | 게스트   | 버라이어티 쇼        |
| 이야기쇼 만남                              | MBC        | 1993년 5월 19일                                  | 게스트   | 버라이어티 쇼        |
| 김한길과 사람들                            | MBC        | 1993년 10월 30일                                 | 게스트   | 토크 쇼              |
| 다시 뛰는 작은 거인들                      | MBC        | 1993년 12월 4일                                  | 게스트   | MBC 창사 32주년 특집 |
| 한국인의 얼굴                              | MBC        | 1994년 4월 4일                                   | 주인공   | 다큐멘터리           |
| 우정의 무대                                | MBC        | 1994년 5월 15일                                  | 게스트   | 버라이어티 쇼        |
| 체험 삶의 현장                             | KBS 1TV    | 1995년 6월 4일                                   | 게스트   | 리얼리티 프로그램    |
| TV는 사랑을 싣고                           | KBS 1TV    | 1996년 2월 9일                                   | 게스트   | 토크 쇼              |
| TV 데이트                                  | KBS 2TV    | 1996년 10월 22일                                 | 게스트   | 토크 쇼              |
| 토요일 전원 출발                           | KBS 2TV    | 1997년 3월 15일, 1998년 1월 13일                 | 게스트   | 버라이어티 쇼        |
| 슈퍼선데이                                 | KBS 2TV    | 1997년 5월 24일                                  | 게스트   | 버라이어티 쇼        |
| 스타다큐                                   | MBC        | 1997년 10월 13일                                 | 주인공   | 다큐멘터리           |
| 행복채널                                   | KBS 2TV    | 1998년 12월 1일                                  | 게스트   | 토크 쇼              |
| 슈퍼TV 일요일은 즐거워                     | KBS 2TV    | 1999년 6월 19일                                  | 게스트   | 버라이어티 쇼        |
| 백지연의 백야                              | MBC        | 1999년 5월 10일                                  | 게스트   | 토크 쇼              |
| 서세원 쇼                                  | KBS 2TV    | 2002년 1월 29일                                  | 게스트   | 토크 쇼              |
| 파워인터뷰                                 | KBS 1TV    | 2005년 11월 12일                                 | 게스트   | 토크 쇼              |
| 기분 좋은 날                               | MBC        | 2006년 7월 10일                                  | 게스트   | 토크 쇼              |
| 일요일 일요일 밤에 - 몰래카메라            | MBC        | 2006년 12월 17일                                 | 게스트   | 버라이어티 쇼        |
| 지피지기                                   | MBC        | 2007년 7월 5일, 7월 12일                         | 게스트   | 토크 쇼              |
| 좋은 아침                                  | SBS        | 2007년 5월 24일, 12월 12일, 12월 13일            | 게스트   | 토크 쇼              |
| 황금어장 - 무릎팍도사                      | MBC        | 2007년 8월 22일, 8월 29일                        | 게스트   | 토크 쇼              |
| 좋은 아침                                  | SBS        | 2007년 12월 28일                                 | 게스트   | 토크 쇼              |
| 쇼도 보고 영화도 보고 - 윤피디의 더 인터뷰 | OBS 경인TV | 2008년 2월 9일                                   | 게스트   | 토크 쇼              |
| 최진실의 진실과 구라                       | OBS 경인TV | 2008년                                           | 진행자   | 토크 쇼              |
| 현장 토크쇼 택시                           | tvN        | 2008년 5월 29일, 6월 5일                         | 게스트   | 토크 쇼              |
| 이경규 김용만의 라인업                     | SBS        | 2008년 3월 15일                                  | 게스트   | 버라이어티 쇼        |
| 시사매거진 2580                            | MBC        | 2008년 7월 13일                                  | 게스트   | 시사 프로그램        |
| 행복주식회사                               | MBC        | 2008년 9월 4일                                   | 찬조출연 | 버라이어티 쇼        |

#### 기타
- 노래
  - 영화 《꼭지딴》 OST - <우리는 서로>(1990년)

- 낭송
  - 앨범 《작지만 소중한 사랑 이야기》 - <사랑 만들기>(1990년)

- 노래 내레이션
  - 박진영 - <십년이 지나도>(1998년)

- 뮤직 비디오
  - 정재욱 - <어리석은 이별>(1999년)

## 관련 기사
1. 임인숙. (독점 인터뷰 1) 광고주에 30억 원대 손해배상소송 당한 배우 최진실[깨진 링크(과거 내용 찾기)]. 여성신문. 2004년 12월 3일(805호).
 임현선. (독점 인터뷰 2) 광고주에 30억 원대 손해배상소송 당한 배우 최진실[깨진 링크(과거 내용 찾기)]. 여성신문. 2004년 12월 3일(805호).
 박이은경. (최진실 사건 보도 이후) 최진실 지원 '드림팀' 왜 떴나 보관됨 2015-01-24 - 웨이백 머신. 여성신문. 2004년 12월 24일(808호).
 임현선. (포커스 인터뷰) '최진실 사건'과 '밀양지역 고교생의 여중생 집단 성폭행 사건' 무료 변론 맡은 강지원 변호사 보관됨 2013-11-04 - 웨이백 머신. 여성신문. 2004년 12월 24일(808호).
 김보협. '최진실에 덮어씌우기' 이상하다. 한겨레21. 2004년 12월 10일.
 이은경. ‘여성신문 20년, 여성인권 20년’ 보관됨 2014-05-25 - 웨이백 머신. 여성신문. 2008년 10월 10일.
2. 홍성태. 올 6월 항쟁은 '생활정치'로 기록하라. 한겨레21. 2008년 6월 13일(714호). 
 차우진. 마이크 든 연예인들, 단단해지다. 한겨레21. 2008년 12월 11일(739호).
3. 차형석. 그의 죽음은 우리 세대의 패배 보관됨 2013-11-03 - 웨이백 머신. 시사IN. 2008년 10월 7일(56호).
 오한숙희. 여성 연예인에게는 여성학이 필요하다 보관됨 2013-11-03 - 웨이백 머신. 시사IN. 2008년 10월 7일(56호).
4. 허광준. 최진실의 죽음으로 본색 드러낸 파파라치 언론 보관됨 2014-01-12 - 웨이백 머신. 시사IN. 2008년 10월 14일(57호).
5. 길다영. 유대인의 새해에 팔레스타인은 눈물 보관됨 2012-03-07 - 웨이백 머신. 시사IN. 2008년 10월 14일(57호).
6. 최내현. 바보야, 문제는 포털 사이트의 익명성이야 보관됨 2011-11-27 - 웨이백 머신. 시사IN. 2008년 10월 14일(57호).
 범상규. 황색저널에 열광하는 심리. 네이버캐스트. 2014년 1월 24일.
7. 서동삼. 최진실, "부부싸움 끝 악플로 화풀이, 황당". 조이뉴스24. 2007년 6월 15일.
 전종휘. 소문은 영혼을 좀먹는다. 한겨레21. 2008년 10월 17일(731호).
8. 정덕현. '최고의 사랑' 받거나 '비호감' 되거나 보관됨 2014-01-12 - 웨이백 머신. 시사저널. 2011년 6월 8일(1129호).
9. 김진령. 한류 실어나르는 '디지털 실크로드' 뻗어간다 보관됨 2014-01-12 - 웨이백 머신. 시사저널. 2011년 6월 22일(1131호).
10. 변진경. 정운찬, 이경숙, 이상득 등의 영어 실력은? 보관됨 2012-03-06 - 웨이백 머신. 시사IN. 2011년 9월 30일(210호).
11. 이정민. 커트 단발이 가장 잘 어울렸던 그 사람, 최진실. 오마이스타. 2012년 1월 17일.
12. 배국남. 누가 손현주 몸값을 이리 만들었나. 엔터미디어. 2012년 7월 29일.
13. 이은주. 정준호 왈, "훈남 역할, 연구 좀 해봤죠". 서울신문. 2008년 3월 31일.
 이은주. 열정이 빛나던 최진실처럼 품격있는 배우가 그립다. 서울신문. 2012년 7월 30일.
14. 이진호. (위기의 연예계1) 스타 울리는 연예가 찌라시, 사채업자도 함께 만든다 보관됨 2014-01-12 - 웨이백 머신. enews24. 2012년 10월 31일.
 이진호. (위기의 연예계2) 증권가 찌라시, 최진실 사건 이후 변종 침투 보관됨 2014-01-12 - 웨이백 머신. enews24. 2012년 10월 31일.
15. 조성식. '배병수 살해 사건' 추적했던 '독종 기자'의 단상(斷想). 신동아. 2008년 11월 25일.
 표창원. 최진실이 유명해질수록 그의 복수심은 커졌다. 한겨레신문. 2013년 5월 31일 등록. 2013년 6월 1일 수정.
 표창원. 나는 알고 있다, 장자연 리스트의 모든 것을. 한겨레신문. 2013년 4월 12일 등록. 2013년 5월 23일 수정.

## 관련 서적
- 마정미. 《최진실 신드롬》. 청하. 1993년. ISBN 8940301633
- 이요나. 《최루탄 같은 여자 최진실 서정시 같은 남자 서태지》. 으뜸사. 1993년. ISBN 2001737440
- 이호규. 《신데렐라는 없다》. 밝은세상. 1995년. ISBN 9788985570244
- 김광수. 《스타를 만드는 사람들》. 문예마당. 1997년. ISBN 89-8299-017-8
- 강준만. 《지식권력도 교체하자》. 개마고원. 1998년. ISBN 89-85548-26-3
- 주철환. 《사랑이 없으면 희망도 없다》. 새로운사람들. 1998년. ISBN 89-8120-111-0
- 이충걸. 《해를 등지고 놀다》. 도솔. 1999년. ISBN 978-89-7220-069-7
- 배국남. 《여의도에는 낮에도 별이 뜬다》. 백년글사랑. 2002년. ISBN 89-89580-59-5
- 주철환. 《스타의 향기》. 까치. 2002년. ISBN 89-7291-345-6
- 탁석산. 《철학 읽어주는 남자》. 명진출판. 2003년. ISBN 9788976771469
- 스크린 편집부. 《한국 영화 배우 사전》. 스크린M&B. 2004년. ISBN 89-955515-0-X
- 강준만. 《한국 현대사 산책 1990년대편 1권》. 인물과사상사. 2006년. ISBN 89-5906-032-1
- 강준만. 《한국 대중매체사》. 인물과사상사. 2007년. ISBN 978-89-5906-053-5
- 김가희. 《취중토크 김가희 기자의 연예기행》. 동양문고. 2007년. ISBN 9788983005281
- 김난도. 《트렌드 코리아 2009》. 미래의창. 2008년. ISBN 9788959891016
- 김민주. 《2009 트렌드 키워드》. 미래의창. 2008년. ISBN 9788959891023
- 고종석. 《고종석의 여자들》. 개마고원. 2009년. ISBN 978-89-5769-111-3
- 이병훈. 《꿈의 왕국을 세워라》. 해피타임. 2009년. ISBN 978-89-93866-02-5
- 정길화. 《기록의 힘 증언의 힘》. 시대의창. 2009년. ISBN 978-89-5940-140-6
- 김기란·최기호. 《대중문화 사전》. 현실문화연구. 2009년. ISBN 9788992214759
- 이택광. 《무례한 복음》. 난장. 2009년. ISBN 9788996126843
- 손성민. 《스타》. 이가서. 2009년. ISBN 9788958642701
- 손석춘. 《학습하는 당신이 희망이다》. 시대의창. 2009년. ISBN 9788959401567
- 국립과학수사연구소 법의관. 《타살의 흔적》. 시공사. 2010년. ISBN 9788952758729
- 노을이. 《이야기를 들어주는 심리학》. 마인드북스. 2010년. ISBN 9788996349501
- 김동렬. 《소통지능》. 바탕소. 2010년. ISBN 9788996201267
- 고명철. 《잠 못 이루는 리얼리스트》. 삶창. 2010년. ISBN 9788990492913
- 문윤수. 《이상한 나라의 광고》. 이담북스. 2010년. ISBN 9788926810286
- 정옥숙. 《엄마가, 미안해 그리고 사랑해》. 웅진윙스. 2011년. ISBN 978-89-01-12433-9
- 이창세. 《나는 영화가 좋다》. 지식의숲. 2011년. ISBN 978-89-5797-896-2
- 손석춘. 《새로운 바보를 기다리며》. 21세기북스. 2011년. ISBN 9788950933128
- 주진우. 《주기자》. 푸른숲. 2012년. ISBN 978-89-7184-878-4
- 김용국. 《생활법률 상식사전》. 위즈덤하우스. 2013년. ISBN 9788960865990
- 북인 편집부. 《소설문학》. 북인. 2013년(가을호). ISBN 9772287995102
- 정희경. 《엄마의 사소하고 소소한 잔소리》. 마로니에북스. 2013년. ISBN 9788960532960
- 이종철. 《영웅본색 세대에게 바친다》. 스토리하우스. 2013년. ISBN 9791185006024
- 표창원. 《정의의 적들》. 한겨레출판사. 2014년. ISBN 9788984317918
- 송낙원·박서연. 《오디션 연기와 모놀로그》. 커뮤니케이션북스. 2014년. ISBN 9791130402000
- 이명세. 《나의 사랑 나의 신부》. 청조사. 2014년. ISBN 9788973223534
- 오명환. 《드라마 인문학 50》. 나무와숲. 2015년. ISBN 9788993632477
- 홍완식. 《실명입법론》. 피앤씨미디어. 2015년. ISBN 9791157302444
- 한노을. 《홀로 돌아온 캘리포니아》. 해드림출판사. 2015년. ISBN 9791156340959
- 장인태. 《이혼소송 재산분할》. 유로. 2015년. ISBN 9788993796216
- 심우일 외. 《신화의 탄생과 비극》. 문화다북스. 2015년. ISBN 9791195576302
- 서종한. 《심리부검》. 학고재. 2015년. ISBN 9788956252957
- 박장순. 《미래의 한류》. 선. 2015년. ISBN 9788963125459

## 관련 영상 1
- OBS 《별은 내 가슴에》(2008년 10월 7일)
- tvN 《최진실 추모 스페셜 》(2008년 10월 9일)
- KBS2 《연예가 중계 - 최진실 추모 특집》(2008년 10월 11일)
- MBC 《MBC 스페셜 - 시대의 연인 최진실》(2008년 10월 17일)
- MBC 《휴먼다큐 사랑》 - 《진실이 엄마》(2011년 5월 27일)
- MBC 라이프 《히스토리 후》 - 《최진실·최수종의 질투》(2011년 5월 31일)
- MBC 《다큐 타임》 - 《이명세 감독의 M》(2011년 7월 28일)
- MBC 라이프 《히스토리 후》 - 《대한민국이 사랑한 그녀! 최진실》(2011년 9월 27일)

## 관련 영상 2
- 제12회 청룡영화상(1991년) - 인기스타상 최진실/신인남우상 최진영
- 일요스타쇼 몰래카메라(1991년) - 최진실
- 몰래카메라 - 최진실
- MBC 베스트극장 오프닝 - '풍경'의 최진실 출연 장면 일부 삽입
- 주병진쇼(1993년) - 최진실
- 토요일 토요일은 즐거워(1993년) - 최진실, 최진영
- 우정의 무대 - 최진실, 최진영
- 최진영 군대 시절(1995년) - 최진실의 영상편지
- 특종! 연예시티(1997년) - 최진실과 여명의 만남
- 출발 드림팀 제22대 드림팀 - 최진실, 엄정화, 김희선, 이소라, 이영자
- 최진영 밀착다큐 - 최진실
- 《최진실의 진실과 구라》 녹화 현장[깨진 링크(과거 내용 찾기)]

## 같이 보기
- 모계제
- 이영자
- 정선희
- 이소라
- 엄정화